# Élections municipales de 2020 en Lot-et-Garonne
 (10 juin 2020).
Des élections municipales étaient initialement prévues les 15 et 22 mars 2020. Le premier tour s'est tenu le 15 mars ; le second tour est reporté en raison de la pandémie de maladie à coronavirus. Un décret publié au JORF du 15 mai 2020 a fixé la tenue des conseils municipaux d'installation, dans les communes pourvues au premier tour, entre les 23 mai et 28 mai tandis que le second tour est reporté au 28 juin 2020.

## Analyse
Au premier tour, la totalité des conseillers municipaux et communautaires ont été élus sur plus de 92 % des communes du département (294 sur 319). L'élection des maires et adjoints qui devait s'effectuer avant le 23 mars est reportée en raison de la pandémie de maladie à coronavirus. Les conseillers municipaux élus dès le premier tour entrent finalement en fonction le 18 mai 2020, tandis que les maires et les adjoints devraient être élus lors de la première réunion de chaque conseil municipal, prévue entre le 23 et le 28 mai. Pour 28 communes du département, des élus ont déposé des recours contre la validité du vote du 15 mars et les conditions dans lesquelles il s'est tenu.

## Maires sortants et maires élus
Excepté Marmande, la gauche échoue à récupérer les villes perdues lors du scrutin précédent. Elle poursuit son érosion en perdant Aiguillon, Boé, Casseneuil et surtout Villeneuve-sur-Lot, la deuxième ville du département. Le gain de Lavardac ne permet pas de compenser ce bilan négatif. Le Modem se maintient à Agen et Foulayronnes tandis que Le Mouvement de la Ruralité conserve Casteljaloux. Les centristes se maintiennent eux aussi à Penne-d'Agenais.
| Commune                 | Population | Maire sortant                  | Parti | Parti | Maire élu                      | Parti | Parti |
| ----------------------- | ---------- | ------------------------------ | ----- | ----- | ------------------------------ | ----- | ----- |
| Agen                    | 33 620     | Jean Dionis du Séjour          |       | MoDem | Jean Dionis du Séjour          |       | MoDem |
| Aiguillon               | 4 283      | Jean-François Sauvaud          |       | PS    | Christian Girardi              |       | LR    |
| Astaffort               | 2 058      | Louise Cambournac              |       | LR    | Paul Bonnet                    |       | LR    |
| Bias                    | 3 203      | Michel Mingo                   |       | DVD   | Jean-Pierre Seuves             |       | DVD   |
| Boé                     | 5 439      | Christian Dézalos              |       | PS    | Pascale Luguet                 |       | DVD   |
| Bon-Encontre            | 6 151      | Pierre Trey-d'Ousteau          |       | PS    | Laurence Lamy                  |       | PS    |
| Casseneuil              | 2 344      | Daniel Desplat                 |       | PS    | Marie-Laure Grenier            |       | DVD   |
| Castelculier            | 2 374      | Olivier Grima                  |       | DVD   | Olivier Grima                  |       | DVD   |
| Casteljaloux            | 4 645      | Julie Castillo                 |       | LMR   | Julie Castillo                 |       | LMR   |
| Clairac                 | 2 592      | Michel Perat                   |       | DVD   | Michel Perat                   |       | DVD   |
| Colayrac-Saint-Cirq     | 2 876      | Pascal de Sermet de Tournefort |       | LR    | Pascal de Sermet de Tournefort |       | LR    |
| Foulayronnes            | 5 298      | Bruno Dubos                    |       | MoDem | Bruno Dubos                    |       | MoDem |
| Fumel                   | 4 886      | Jean-Louis Costes              |       | LR    | Jean-Louis Costes              |       | LR    |
| Lavardac                | 2 251      | Philippe Barrere               |       | DVD   | Ludovic Biasotto               |       | DVG   |
| Layrac                  | 3 542      | Rémi Constans                  |       | DVD   | Rémi Constans                  |       | DVD   |
| Le Passage              | 9 389      | Francis Garcia                 |       | PS    | Francis Garcia                 |       | PS    |
| Marmande                | 18 218     | Daniel Benquet                 |       | Agir  | Joël Hocquelet                 |       | PS    |
| Miramont-de-Guyenne     | 3 326      | Michel Laplanche               |       | LR    | Jean-Noël Vacqué               |       | DVD   |
| Monflanquin             | 2 359      | Nathalie Founaud-Veysset       |       | DVG   | Nathalie Founaud-Veysset       |       | DVG   |
| Monsempron-Libos        | 2 045      | Jean-Jacques Brouillet         |       | DVD   | Jean-Jacques Brouillet         |       | DVD   |
| Montayral               | 2 817      | Jean-François Ségala           |       | PS    | Jean-François Ségala           |       | PS    |
| Nérac                   | 7 106      | Nicolas Lacombe                |       | PS    | Nicolas Lacombe                |       | PS    |
| Penne-d'Agenais         | 2 372      | Arnaud Devilliers              |       | AC    | Arnaud Devilliers              |       | AC    |
| Pont-du-Casse           | 4 299      | Christian Delbrel              |       | DVG   | Christian Delbrel              |       | DVG   |
| Pujols                  | 3 607      | Yvon Ventadoux                 |       | EELV  | Yvon Ventadoux                 |       | EELV  |
| Saint-Sylvestre-sur-Lot | 2 283      | Yann Bihouée                   |       | LR    | Yann Bihouée                   |       | LR    |
| Sainte-Bazeille         | 3 107      | Gilles Lagaüzere               |       | DVD   | Gilles Lagaüzere               |       | DVD   |
| Sainte-Livrade-sur-Lot  | 6 182      | Pierre-Jean Pudal              |       | LR    | Pierre-Jean Pudal              |       | LR    |
| Tonneins                | 8 866      | Dante Rinaudo                  |       | DVD   | Dante Rinaudo                  |       | DVD   |
| Villeneuve-sur-Lot      | 23 232     | Patrick Cassany                |       | PS    | Guillaume Lepers               |       | LR    |

## Résultats dans les communes de plus de3 000 habitants

### Agen
- Maire sortant : Jean Dionis du Séjour (MoDem)
- 39 sièges à pourvoir au conseil municipal (population légale 2017 : 33 576 habitants)
- 22 sièges à pourvoir au conseil communautaire (CA Agglomération d'Agen)

|                          | Jean Dionis du Séjour    | MoDem                    | 3 770  | 61,41 | 32 | 18 |  |  |
|                          | Maryse Combres           | EELV                     | 2 369  | 38,58 | 7  | 4  |  |  |
|                          |                          |                          |        |       |    |    |  |  |
| Votes valides            | Votes valides            | Votes valides            | 6 139  | 94,68 |    |    |  |  |
| Votes blancs             | Votes blancs             | Votes blancs             | 151    | 2,33  |    |    |  |  |
| Votes nuls               | Votes nuls               | Votes nuls               | 194    | 2,99  |    |    |  |  |
| Total                    | Total                    | Total                    | 6 484  | 100   | 39 | 22 |  |  |
| Abstention               | Abstention               | Abstention               | 11 027 | 62,97 |    |    |  |  |
| Inscrits / participation | Inscrits / participation | Inscrits / participation | 17 511 | 37,03 |    |    |  |  |

### Aiguillon
- Maire sortant : Jean-François Sauvaud (DVG)
- 27 sièges à pourvoir au conseil municipal (population légale 2017 : 4 387 habitants)
- 11 sièges à pourvoir au conseil communautaire (CC du Confluent et des Coteaux de Prayssas)

| Tête de liste            | Tête de liste            | Liste                    | Premier tour | Premier tour | Second tour | Second tour | Sièges | Sièges |
| Tête de liste            | Tête de liste            | Liste                    | Voix         | %            | Voix        | %           | CM     | CC     |
| ------------------------ | ------------------------ | ------------------------ | ------------ | ------------ | ----------- | ----------- | ------ | ------ |
|                          | Christian Girardi        | LR                       | 555          | 45,26        | 693         | 46,35       | 20     | 8      |
|                          | Jean-François Sauvaud    | DVG                      | 477          | 38,90        | 663         | 44,34       | 6      | 2      |
|                          | Aline Trabut             | LFI                      | 194          | 15,82        | 139         | 9,29        | 1      | 1      |
|                          |                          |                          |              |              |             |             |        |        |
| Votes valides            | Votes valides            | Votes valides            | 1 226        | 97,71        | 1 495       | 94,89       |        |        |
| Votes blancs             | Votes blancs             | Votes blancs             | 30           | 2,32         | 18          | 1,76        |        |        |
| Votes nuls               | Votes nuls               | Votes nuls               | 36           | 2,79         | 17          | 1,11        |        |        |
| Total                    | Total                    | Total                    | 1 292        | 100          | 1 530       | 100         | 27     | 11     |
| Abstention               | Abstention               | Abstention               | 1 551        | 54,56        | 1 319       | 43,30       |        |        |
| Inscrits / participation | Inscrits / participation | Inscrits / participation | 2 843        | 45,44        | 2 849       | 53,70       |        |        |

### Bias
- Maire sortant : Michel Migo (DVD)
- 23 sièges à pourvoir au conseil municipal (population légale 2017 : 3 031 habitants)
- 4 sièges à pourvoir au conseil communautaire (CA du Grand Villeneuvois)

|                          | Jean-Pierre Seuves       | DVD                      | 653   | 74,97 | 20 | 4 |  |  |
|                          | Jean-Marc Debergue       | DVD                      | 653   | 25,03 | 3  | 0 |  |  |
|                          |                          |                          |       |       |    |   |  |  |
| Votes valides            | Votes valides            | Votes valides            | 871   | 94,37 |    |   |  |  |
| Votes blancs             | Votes blancs             | Votes blancs             | 24    | 2,60  |    |   |  |  |
| Votes nuls               | Votes nuls               | Votes nuls               | 28    | 3,03  |    |   |  |  |
| Total                    | Total                    | Total                    | 923   | 100   | 23 | 4 |  |  |
| Abstention               | Abstention               | Abstention               | 1 508 | 62,03 |    |   |  |  |
| Inscrits / participation | Inscrits / participation | Inscrits / participation | 2 431 | 37,97 |    |   |  |  |

### Boé
- Maire sortant : Christian Dézalos (PS)
- 29 sièges à pourvoir au conseil municipal (population légale 2017 : 5 593 habitants)
- 3 sièges à pourvoir au conseil communautaire (CA Agglomération d'Agen)

|                          | Pascale Luguet           | DVD                      | 1 123 | 71,16 | 25 | 3 |  |  |
|                          | René Gambart             | DVG                      | 455   | 10,94 | 4  | 0 |  |  |
|                          |                          |                          |       |       |    |   |  |  |
| Votes valides            | Votes valides            | Votes valides            | 1 578 | 95,06 |    |   |  |  |
| Votes blancs             | Votes blancs             | Votes blancs             | 31    | 1,87  |    |   |  |  |
| Votes nuls               | Votes nuls               | Votes nuls               | 51    | 3,07  |    |   |  |  |
| Total                    | Total                    | Total                    | 1 660 | 100   | 29 | 3 |  |  |
| Abstention               | Abstention               | Abstention               | 2 498 | 60,08 |    |   |  |  |
| Inscrits / participation | Inscrits / participation | Inscrits / participation | 4 158 | 39,92 |    |   |  |  |

### Bon-Encontre
- Maire sortant : Pierre Trey-d'Ousteau (PS)
- 29 sièges à pourvoir au conseil municipal (population légale 2017 : 6 199 habitants)
- 4 sièges à pourvoir au conseil communautaire (CA Agglomération d'Agen)

| Tête de liste            | Tête de liste            | Liste                    | Premier tour | Premier tour | Second tour | Second tour | Sièges | Sièges |
| Tête de liste            | Tête de liste            | Liste                    | Voix         | %            | Voix        | %           | CM     | CC     |
| ------------------------ | ------------------------ | ------------------------ | ------------ | ------------ | ----------- | ----------- | ------ | ------ |
|                          | Laurence Lamy            | PS                       | 792          | 38,18        | 861         | 39,99       | 21     | 3      |
|                          | Pascal Rayssac           | DVD                      | 565          | 27,24        | 678         | 31,49       | 4      | 1      |
|                          | Christophe Vidal         | DVG                      | 439          | 21,16        | 429         | 19,92       | 3      | 0      |
|                          | Didier Mestre            | RN                       | 278          | 13,40        | 185         | 8,59        | 1      | 0      |
|                          |                          |                          |              |              |             |             |        |        |
| Votes valides            | Votes valides            | Votes valides            | 2 074        | 97,10        | 2 153       | 97,42       |        |        |
| Votes blancs             | Votes blancs             | Votes blancs             | 29           | 1,36         | 32          | 1,45        |        |        |
| Votes nuls               | Votes nuls               | Votes nuls               | 33           | 1,54         | 25          | 1,13        |        |        |
| Total                    | Total                    | Total                    | 2 136        | 100          | 2 210       | 100         | 29     | 4      |
| Abstention               | Abstention               | Abstention               | 2 743        | 56,22        | 2 676       | 54,77       |        |        |
| Inscrits / participation | Inscrits / participation | Inscrits / participation | 4 879        | 43,78        | 4 886       | 45,23       |        |        |

### Casteljaloux
- Maire sortant : Julie Castillo (LMR)
- 27 sièges à pourvoir au conseil municipal (population légale 2017 : 4 579 habitants)
- 16 sièges à pourvoir au conseil communautaire (CC des Coteaux et Landes de Gascogne)

|                          | Julie Castillo           | LMR                      | 1 465 | 65,51 | 23 | 13 |  |  |
|                          | Gabriel Marc Pichon      | DVD                      | 512   | 22,89 | 3  | 2  |  |  |
|                          | Christophe Lajus         | DVG                      | 259   | 11,58 | 1  | 1  |  |  |
|                          |                          |                          |       |       |    |    |  |  |
| Votes valides            | Votes valides            | Votes valides            | 2 236 | 97,26 |    |    |  |  |
| Votes blancs             | Votes blancs             | Votes blancs             | 21    | 0,91  |    |    |  |  |
| Votes nuls               | Votes nuls               | Votes nuls               | 42    | 1,83  |    |    |  |  |
| Total                    | Total                    | Total                    | 2 299 | 100   | 27 | 16 |  |  |
| Abstention               | Abstention               | Abstention               | 1 464 | 38,91 |    |    |  |  |
| Inscrits / participation | Inscrits / participation | Inscrits / participation | 3 763 | 61,09 |    |    |  |  |

### Colayrac-Saint-Cirq
- Maire sortant : Pascal de Sermet de Tournefort (LR)
- 23 sièges à pourvoir au conseil municipal (population légale 2017 : 3 074 habitants)
- 1 sièges à pourvoir au conseil communautaire (CA Agglomération d'Agen)

|                          | Pascal De Sermet de Tournefort | LR                       | 594   | 100   | 23 | 1 |  |  |
|                          |                                |                          |       |       |    |   |  |  |
| Votes valides            | Votes valides                  | Votes valides            | 594   | 83,43 |    |   |  |  |
| Votes blancs             | Votes blancs                   | Votes blancs             | 45    | 6,32  |    |   |  |  |
| Votes nuls               | Votes nuls                     | Votes nuls               | 73    | 10,25 |    |   |  |  |
| Total                    | Total                          | Total                    | 712   | 100   | 23 | 1 |  |  |
| Abstention               | Abstention                     | Abstention               | 1 472 | 67,40 |    |   |  |  |
| Inscrits / participation | Inscrits / participation       | Inscrits / participation | 2 184 | 32,60 |    |   |  |  |

### Foulayronnes
- Maire sortant : Bruno Dubos (MoDem)
- 29 sièges à pourvoir au conseil municipal (population légale 2017 : 5 430 habitants)
- 3 sièges à pourvoir au conseil communautaire (CA Agglomération d'Agen)

|                          | Bruno Dubos              | MoDem                    | 1 453 | 61,69 | 24 | 3 |  |  |
|                          | Laurent Maillard         | DVG                      | 576   | 24,45 | 3  | 0 |  |  |
|                          | Éric Galessi             | DVD                      | 326   | 13,84 | 2  | 0 |  |  |
|                          |                          |                          |       |       |    |   |  |  |
| Votes valides            | Votes valides            | Votes valides            | 2 355 | 97,68 |    |   |  |  |
| Votes blancs             | Votes blancs             | Votes blancs             | 5     | 0,21  |    |   |  |  |
| Votes nuls               | Votes nuls               | Votes nuls               | 51    | 2,12  |    |   |  |  |
| Total                    | Total                    | Total                    | 2 411 | 100   | 29 | 3 |  |  |
| Abstention               | Abstention               | Abstention               | 1 741 | 41,93 |    |   |  |  |
| Inscrits / participation | Inscrits / participation | Inscrits / participation | 4 152 | 58,07 |    |   |  |  |

### Fumel
- Maire sortant : Jean-Louis Costes (LR)
- 27 sièges à pourvoir au conseil municipal (population légale 2017 : 4 834 habitants)
- 10 sièges à pourvoir au conseil communautaire (CC Fumel Vallée du Lot)

|                          | Jean-Louis Costes        | LR                       | 1 134 | 69,54 | 23 | 8  |  |  |
|                          | Baptiste Melo            | DVG                      | 596   | 34,45 | 4  | 2  |  |  |
|                          |                          |                          |       |       |    |    |  |  |
| Votes valides            | Votes valides            | Votes valides            | 1 730 | 95,05 |    |    |  |  |
| Votes blancs             | Votes blancs             | Votes blancs             | 37    | 2,03  |    |    |  |  |
| Votes nuls               | Votes nuls               | Votes nuls               | 53    | 2,91  |    |    |  |  |
| Total                    | Total                    | Total                    | 1 820 | 100   | 27 | 10 |  |  |
| Abstention               | Abstention               | Abstention               | 1 849 | 50,40 |    |    |  |  |
| Inscrits / participation | Inscrits / participation | Inscrits / participation | 3 669 | 49,60 |    |    |  |  |

### Marmande
- Maire sortant : Daniel Benquet (Agir)
- 33 sièges à pourvoir au conseil municipal (population légale 2017 : 17 691 habitants)
- 21 sièges à pourvoir au conseil communautaire (CA Val de Garonne Agglomération)

| Tête de liste            | Tête de liste            | Liste                    | Premier tour | Premier tour | Second tour | Second tour | Sièges | Sièges |
| Tête de liste            | Tête de liste            | Liste                    | Voix         | %            | Voix        | %           | CM     | CC     |
| ------------------------ | ------------------------ | ------------------------ | ------------ | ------------ | ----------- | ----------- | ------ | ------ |
|                          | Joël Hocquelet           | PS                       | 1 597        | 32,21        | 2 814       | 54,61       | 26     | 17     |
|                          | Daniel Benquet           | Agir                     | 1 483        | 29,91        | 2 338       | 45,38       | 7      | 4      |
|                          | Philippe Labardin        | DVD                      | 994          | 20,04        | 2 338       | 45,38       | 7      | 4      |
|                          | Michel Ceruti            | PCF                      | 443          | 8,93         |             |             | 0      | 0      |
|                          | Alain Lizzit             | LREM                     | 277          | 5,58         | 0           | 0           |        |        |
|                          | Christine Bouyer         | EXD                      | 164          | 3,30         | 0           | 0           |        |        |
|                          |                          |                          |              |              |             |             |        |        |
| Votes valides            | Votes valides            | Votes valides            | 4 958        | 96,42        | 5 152       | 94,24       |        |        |
| Votes blancs             | Votes blancs             | Votes blancs             | 72           | 1,40         | 126         | 2,30        |        |        |
| Votes nuls               | Votes nuls               | Votes nuls               | 112          | 2,18         | 189         | 3,46        |        |        |
| Total                    | Total                    | Total                    | 5 142        | 100          | 5 467       | 100         | 33     | 21     |
| Abstention               | Abstention               | Abstention               | 7 253        | 58,52        | 6 927       | 55,89       |        |        |
| Inscrits / participation | Inscrits / participation | Inscrits / participation | 12 395       | 41,48        | 12 394      | 44,11       |        |        |

### Nérac
- Maire sortant : Nicolas Lacombe (PS)
- 29 sièges à pourvoir au conseil municipal (population légale 2017 : 6 827 habitants)
- 14 sièges à pourvoir au conseil communautaire (CC Albret Communauté)

|                          | Nicolas Lacombe          | PS                       | 1 877 | 75,77 | 27 | 14 |  |  |
|                          | Patrick Goujon           | EELV                     | 297   | 11,99 | 1  | 0  |  |  |
|                          | Hervé Conibert           | RN                       | 303   | 12,23 | 1  | 0  |  |  |
|                          |                          |                          |       |       |    |    |  |  |
| Votes valides            | Votes valides            | Votes valides            | 2 477 | 96,38 |    |    |  |  |
| Votes blancs             | Votes blancs             | Votes blancs             | 35    | 1,36  |    |    |  |  |
| Votes nuls               | Votes nuls               | Votes nuls               | 58    | 2,26  |    |    |  |  |
| Total                    | Total                    | Total                    | 2 570 | 100   | 29 | 14 |  |  |
| Abstention               | Abstention               | Abstention               | 2 806 | 52,19 |    |    |  |  |
| Inscrits / participation | Inscrits / participation | Inscrits / participation | 5 376 | 47,81 |    |    |  |  |

### Sainte-Bazeille
- Maire sortant : Gilles Lagaüzère (DVD)
- 23 sièges à pourvoir au conseil municipal (population légale 2017 : 3 136 habitants)
- 3 sièges à pourvoir au conseil communautaire (CA Val de Garonne Agglomération)

|                          | Gilles Lagaüzère         | DVD                      | 851   | 100   | 23 | 3 |  |  |
|                          |                          |                          |       |       |    |   |  |  |
| Votes valides            | Votes valides            | Votes valides            | 851   | 87,01 |    |   |  |  |
| Votes blancs             | Votes blancs             | Votes blancs             | 34    | 3,48  |    |   |  |  |
| Votes nuls               | Votes nuls               | Votes nuls               | 93    | 9,51  |    |   |  |  |
| Total                    | Total                    | Total                    | 978   | 100   | 23 | 3 |  |  |
| Abstention               | Abstention               | Abstention               | 1 509 | 60,68 |    |   |  |  |
| Inscrits / participation | Inscrits / participation | Inscrits / participation | 2 487 | 39,32 |    |   |  |  |

### Tonneins
- Maire sortant : Dante Rinaudo (DVD)
- 29 sièges à pourvoir au conseil municipal (population légale 2017 : habitants 9 069)
- 10 sièges à pourvoir au conseil communautaire (CA Val de Garonne Agglomération)

| Tête de liste            | Tête de liste            | Liste                    | Premier tour | Premier tour | Second Tour | Second Tour | Sièges | Sièges |
| Tête de liste            | Tête de liste            | Liste                    | Voix         | %            | Voix        | %           | CM     | CC     |
| ------------------------ | ------------------------ | ------------------------ | ------------ | ------------ | ----------- | ----------- | ------ | ------ |
|                          | Dante Rinaudo            | DVD                      | 1 052        | 39,38        | 1 246       | 43,01       | 21     | 9      |
|                          | Jérémie Bespéa           | PS                       | 770          | 28,83        | 973         | 33,59       | 5      | 1      |
|                          | Jonathan Biteau          | DVD                      | 687          | 25,72        | 678         | 23,40       | 3      | 0      |
|                          | Pascal Salomé            | DVD                      | 95           | 3,56         |             |             | 0      | 0      |
|                          | Gilles Bouyer            | EXD                      | 67           | 2,51         | 0           | 0           |        |        |
|                          |                          |                          |              |              |             |             |        |        |
| Votes valides            | Votes valides            | Votes valides            | 2 671        | 95,73        | 2 897       | 96,15       |        |        |
| Votes blancs             | Votes blancs             | Votes blancs             | 41           | 1,47         | 37          | 1,23        |        |        |
| Votes nuls               | Votes nuls               | Votes nuls               | 78           | 2,80         | 79          | 2,62        |        |        |
| Total                    | Total                    | Total                    | 2 790        | 100          | 3 013       | 100         | 29     | 10     |
| Abstention               | Abstention               | Abstention               | 3 582        | 56,21        | 3 356       | 52,69       |        |        |
| Inscrits / participation | Inscrits / participation | Inscrits / participation | 6 372        | 43,79        | 6 369       | 47,31       |        |        |

### Villeneuve-sur-Lot
- Maire sortant : Patrick Cassany (PS)
- 35 sièges à pourvoir au conseil municipal (population légale 2017 : 22 064 habitants)
- 20 sièges à pourvoir au conseil communautaire (CA du Grand Villeneuvois)

| Tête de liste            | Tête de liste             | Liste                    | Premier tour | Premier tour | Second tour | Second tour | Sièges | Sièges |
| Tête de liste            | Tête de liste             | Liste                    | Voix         | %            | Voix        | %           | CM     | CC     |
| ------------------------ | ------------------------- | ------------------------ | ------------ | ------------ | ----------- | ----------- | ------ | ------ |
|                          | Guillaume Lepers          | LR                       | 2 210        | 35,37        | 3 510       | 49,80       | 27     | 18     |
|                          | Thomas Bouyssonnie        | DVG                      | 1 302        | 20,83        | 1 765       | 25,04       | 4      | 1      |
|                          | Patrick Cassany           | PS                       | 1 300        | 20,80        | 1 221       | 17,32       | 3      | 1      |
|                          | Étienne Bousquet-Cassagne | RN                       | 958          | 15,33        | 552         | 7,83        | 1      | 0      |
|                          | Alain Soubiran            | DVD                      | 478          | 7,65         |             |             | 0      | 0      |
|                          |                           |                          |              |              |             |             |        |        |
| Votes valides            | Votes valides             | Votes valides            | 6 248        | 96,55        | 7 048       | 97.66       |        |        |
| Votes blancs             | Votes blancs              | Votes blancs             | 66           | 1,02         | 58          | 0,80        |        |        |
| Votes nuls               | Votes nuls                | Votes nuls               | 157          | 2,43         | 111         | 1,54        |        |        |
| Total                    | Total                     | Total                    | 6 471        | 100          | 7 217       | 100         | 35     | 20     |
| Abstention               | Abstention                | Abstention               | 10 159       | 61,09        | 9 386       | 56,53       |        |        |
| Inscrits / participation | Inscrits / participation  | Inscrits / participation | 16 630       | 38,91        | 16 603      | 43,47       |        |        |

## Résultats dans les communes de moins de3 000 habitants

### Agmé
- Maire sortant : Patrick Gauban  (SE)
- 11 sièges à pourvoir au conseil municipal (population légale 2017 : 104 habitants)
- 1 sièges à pourvoir au conseil communautaire (CA Val de Garonne Agglomération)

|                          | Patrick Gauban           | SE                       | 56  | 90,32 | 11 | 1 |  |  |
|                          |                          |                          |     |       |    |   |  |  |
| Votes valides            | Votes valides            | Votes valides            | 62  | 80,52 |    |   |  |  |
| Votes blancs             | Votes blancs             | Votes blancs             | 4   | 5,19  |    |   |  |  |
| Votes nuls               | Votes nuls               | Votes nuls               | 11  | 14,29 |    |   |  |  |
| Total                    | Total                    | Total                    | 77  | 100   | 11 | 1 |  |  |
| Abstention               | Abstention               | Abstention               | 23  | 23    |    |   |  |  |
| Inscrits / participation | Inscrits / participation | Inscrits / participation | 100 | 77    |    |   |  |  |

### Allemans-du-Dropt
- Maire sortant : Émilien Roso (LR)
- 11 sièges à pourvoir au conseil municipal (population légale 2017 : 493 habitants)
- 2 sièges à pourvoir au conseil communautaire (CC du Pays de Lauzun)

|                          | Émilien Roso             | LR                       | 246 | 100   | 11 | 2 |  |  |
|                          |                          |                          |     |       |    |   |  |  |
| Votes valides            | Votes valides            | Votes valides            | 246 | 98,40 |    |   |  |  |
| Votes blancs             | Votes blancs             | Votes blancs             | 3   | 1,20  |    |   |  |  |
| Votes nuls               | Votes nuls               | Votes nuls               | 1   | 0,40  |    |   |  |  |
| Total                    | Total                    | Total                    | 250 | 100   | 11 | 2 |  |  |
| Abstention               | Abstention               | Abstention               | 125 | 33,33 |    |   |  |  |
| Inscrits / participation | Inscrits / participation | Inscrits / participation | 375 | 66,67 |    |   |  |  |

### Allez-et-Cazeneuve
- Maire sortant : Jacques Latour (SE)
- 15 sièges à pourvoir au conseil municipal (population légale 2017 : 567 habitants)
- 3 sièges à pourvoir au conseil communautaire (CA du Grand Villeneuvois)

|                          | Jacques Latour           | SE                       | 203 | 100   | 15 | 3 |  |  |
|                          |                          |                          |     |       |    |   |  |  |
| Votes valides            | Votes valides            | Votes valides            | 203 | 97,13 |    |   |  |  |
| Votes blancs             | Votes blancs             | Votes blancs             | 4   | 1,91  |    |   |  |  |
| Votes nuls               | Votes nuls               | Votes nuls               | 2   | 0,96  |    |   |  |  |
| Total                    | Total                    | Total                    | 209 | 100   | 15 | 3 |  |  |
| Abstention               | Abstention               | Abstention               | 227 | 52,06 |    |   |  |  |
| Inscrits / participation | Inscrits / participation | Inscrits / participation | 436 | 47,94 |    |   |  |  |

### Allons
- Maire sortant : Pascal Cucchi (SE)
- 11 sièges à pourvoir au conseil municipal (population légale 2017 : 165 habitants)
- 1 sièges à pourvoir au conseil communautaire (CC des Coteaux et Landes de Gascogne)

|                          | Pascal Cucchi            | SE                       | 83  | 66,4  | 11 | 1 |  |  |
|                          |                          |                          |     |       |    |   |  |  |
| Votes valides            | Votes valides            | Votes valides            | 125 | 96,9  |    |   |  |  |
| Votes blancs             | Votes blancs             | Votes blancs             | 0   | 0     |    |   |  |  |
| Votes nuls               | Votes nuls               | Votes nuls               | 4   | 3,1   |    |   |  |  |
| Total                    | Total                    | Total                    | 129 | 100   | 11 | 1 |  |  |
| Abstention               | Abstention               | Abstention               | 42  | 24,56 |    |   |  |  |
| Inscrits / participation | Inscrits / participation | Inscrits / participation | 171 | 75,44 |    |   |  |  |

### Ambrus
- Maire sortant : Christian Lafougère (SE)
- 11 sièges à pourvoir au conseil municipal (population légale 2017 : 113 habitants)
- 1 sièges à pourvoir au conseil communautaire (CC du Confluent et des Coteaux de Prayssas)

|                          | Christian Lafougère      | SE                       | 57 | 100   | 11 | 1 |  |  |
|                          |                          |                          |    |       |    |   |  |  |
| Votes valides            | Votes valides            | Votes valides            | 57 | 100   |    |   |  |  |
| Votes blancs             | Votes blancs             | Votes blancs             | 0  | 0     |    |   |  |  |
| Votes nuls               | Votes nuls               | Votes nuls               | 0  | 0     |    |   |  |  |
| Total                    | Total                    | Total                    | 57 | 100   | 11 | 1 |  |  |
| Abstention               | Abstention               | Abstention               | 29 | 33,72 |    |   |  |  |
| Inscrits / participation | Inscrits / participation | Inscrits / participation | 86 | 66,28 |    |   |  |  |

### Andiran
- Maire sortant : Lionel Labarthe (SE)
- 11 sièges à pourvoir au conseil municipal (population légale 2017 : 222 habitants)
- 1 sièges à pourvoir au conseil communautaire (CC Albret Communauté)

|                          | Lionel Labarthe          | SE                       | 110 | 62,50 | 11 | 1 |  |  |
|                          | Mohamed Kaiboue          | SE                       | 66  | 37,50 | 0  | 0 |  |  |
|                          |                          |                          |     |       |    |   |  |  |
| Votes valides            | Votes valides            | Votes valides            | 176 | 99,43 |    |   |  |  |
| Votes blancs             | Votes blancs             | Votes blancs             | 0   | 0     |    |   |  |  |
| Votes nuls               | Votes nuls               | Votes nuls               | 1   | 0,57  |    |   |  |  |
| Total                    | Total                    | Total                    | 177 | 100   | 11 | 1 |  |  |
| Abstention               | Abstention               | Abstention               | 48  | 21,33 |    |   |  |  |
| Inscrits / participation | Inscrits / participation | Inscrits / participation | 225 | 78,67 |    |   |  |  |

### Anthé
- Maire sortant : Pierre Allemand (SE)
- 11 sièges à pourvoir au conseil municipal (population légale 2017 : 201 habitants)
- 1 sièges à pourvoir au conseil communautaire (CC Fumel Vallée du Lot)

|                          | Pierre Allemand          | SE                       | 89  | 100   | 11 | 1 |  |  |
|                          |                          |                          |     |       |    |   |  |  |
| Votes valides            | Votes valides            | Votes valides            | 89  | 96,74 |    |   |  |  |
| Votes blancs             | Votes blancs             | Votes blancs             | 2   | 2,17  |    |   |  |  |
| Votes nuls               | Votes nuls               | Votes nuls               | 1   | 1,09  |    |   |  |  |
| Total                    | Total                    | Total                    | 92  | 100   | 11 | 1 |  |  |
| Abstention               | Abstention               | Abstention               | 73  | 44,24 |    |   |  |  |
| Inscrits / participation | Inscrits / participation | Inscrits / participation | 165 | 55,76 |    |   |  |  |

### Anzex
- Maire sortant : Josiane Chopis (SE)
- 11 sièges à pourvoir au conseil municipal (population légale 2017 : 313 habitants)
- 2 sièges à pourvoir au conseil communautaire (CC des Coteaux et Landes de Gascogne)

|                          | Josiane Chopis           | SE                       | 124 | 91,85 | 11 | 2 |  |  |
|                          |                          |                          |     |       |    |   |  |  |
| Votes valides            | Votes valides            | Votes valides            | 135 | 99,26 |    |   |  |  |
| Votes blancs             | Votes blancs             | Votes blancs             | 1   | 0,74  |    |   |  |  |
| Votes nuls               | Votes nuls               | Votes nuls               | 0   | 0     |    |   |  |  |
| Total                    | Total                    | Total                    | 136 | 100   | 11 | 2 |  |  |
| Abstention               | Abstention               | Abstention               | 101 | 42,62 |    |   |  |  |
| Inscrits / participation | Inscrits / participation | Inscrits / participation | 237 | 57,38 |    |   |  |  |

### Argenton
- Maire sortant : Raymond Girardi (PCF)
- 11 sièges à pourvoir au conseil municipal (population légale 2017 : 315 habitants)
- 1 sièges à pourvoir au conseil communautaire (CC des Coteaux et Landes de Gascogne)

|                          | Raymond Girardi          | PCF                      | 139 | 86,33 | 11 | 1 |  |  |
|                          |                          |                          |     |       |    |   |  |  |
| Votes valides            | Votes valides            | Votes valides            | 161 | 98,17 |    |   |  |  |
| Votes blancs             | Votes blancs             | Votes blancs             | 0   | 0     |    |   |  |  |
| Votes nuls               | Votes nuls               | Votes nuls               | 3   | 1,83  |    |   |  |  |
| Total                    | Total                    | Total                    | 164 | 100   | 11 | 1 |  |  |
| Abstention               | Abstention               | Abstention               | 108 | 39,71 |    |   |  |  |
| Inscrits / participation | Inscrits / participation | Inscrits / participation | 272 | 60,29 |    |   |  |  |

### Armillac
- Maire sortant : Daniel Baury (SE)
- 11 sièges à pourvoir au conseil municipal (population légale 2017 : 198 habitants)
- 1 sièges à pourvoir au conseil communautaire (CC du Pays de Lauzun)

|                          | Daniel Baury             | SE                       | 84  | 93,33 | 11 | 1 |  |  |
|                          |                          |                          |     |       |    |   |  |  |
| Votes valides            | Votes valides            | Votes valides            | 90  | 92,78 |    |   |  |  |
| Votes blancs             | Votes blancs             | Votes blancs             | 2   | 2,06  |    |   |  |  |
| Votes nuls               | Votes nuls               | Votes nuls               | 5   | 5,16  |    |   |  |  |
| Total                    | Total                    | Total                    | 97  | 100   | 11 | 1 |  |  |
| Abstention               | Abstention               | Abstention               | 57  | 37,01 |    |   |  |  |
| Inscrits / participation | Inscrits / participation | Inscrits / participation | 154 | 62,99 |    |   |  |  |

### Astaffort
- Maire sortant : Louise Cambounac (LR)
- 19 sièges à pourvoir au conseil municipal (population légale 2011 : 2 058 habitants)
- 1 sièges à pourvoir au conseil communautaire (CA Agglomération d'Agen)

|                          | Paul Bonnet              | LR                       | 460   | 100   | 19 | 1 |  |  |
|                          |                          |                          |       |       |    |   |  |  |
| Votes valides            | Votes valides            | Votes valides            | 460   | 86,96 |    |   |  |  |
| Votes blancs             | Votes blancs             | Votes blancs             | 31    | 5,86  |    |   |  |  |
| Votes nuls               | Votes nuls               | Votes nuls               | 38    | 7,18  |    |   |  |  |
| Total                    | Total                    | Total                    | 529   | 100   | 19 | 1 |  |  |
| Abstention               | Abstention               | Abstention               | 1 063 | 66,77 |    |   |  |  |
| Inscrits / participation | Inscrits / participation | Inscrits / participation | 1 592 | 33,23 |    |   |  |  |

### Aubiac
- Maire sortant : Jean-Marc Causse (SE)
- 15 sièges à pourvoir au conseil municipal (population légale 2011 : 1 039 habitants)
- 1 sièges à pourvoir au conseil communautaire (CA Agglomération d'Agen)

|                          | Jean-Marc Causse         | SE                       | 351 | 72,07 | 13 | 1 |  |  |
|                          | Jean-Marie BERTON        | SE                       | 136 | 27,92 | 2  | 0 |  |  |
|                          |                          |                          |     |       |    |   |  |  |
| Votes valides            | Votes valides            | Votes valides            | 487 | 97,21 |    |   |  |  |
| Votes blancs             | Votes blancs             | Votes blancs             | 4   | 0,80  |    |   |  |  |
| Votes nuls               | Votes nuls               | Votes nuls               | 10  | 1,99  |    |   |  |  |
| Total                    | Total                    | Total                    | 501 | 100   | 15 | 1 |  |  |
| Abstention               | Abstention               | Abstention               | 408 | 44,88 |    |   |  |  |
| Inscrits / participation | Inscrits / participation | Inscrits / participation | 909 | 53,58 |    |   |  |  |

### Auradou
- Maire sortant : Georges Lagrèze  (SE)
- 11 sièges à pourvoir au conseil municipal (population légale 2017 : 396 habitants)
- 1 sièges à pourvoir au conseil communautaire (CC Fumel Vallée du Lot)

|                          | Georges Lagrèze          | SE                       | 144 | 91,14 | 11 | 1 |  |  |
|                          |                          |                          |     |       |    |   |  |  |
| Votes valides            | Votes valides            | Votes valides            | 158 | 99,37 |    |   |  |  |
| Votes blancs             | Votes blancs             | Votes blancs             | 0   | 0     |    |   |  |  |
| Votes nuls               | Votes nuls               | Votes nuls               | 1   | 0,63  |    |   |  |  |
| Total                    | Total                    | Total                    | 159 | 100   | 11 | 1 |  |  |
| Abstention               | Abstention               | Abstention               | 132 | 45,36 |    |   |  |  |
| Inscrits / participation | Inscrits / participation | Inscrits / participation | 291 | 54,64 |    |   |  |  |

### Auriac-sur-Dropt
- Maire sortant : Daniel Terrier (SE)
- 11 sièges à pourvoir au conseil municipal (population légale 2017 : 177 habitants)
- 1 sièges à pourvoir au conseil communautaire (CC du Pays de Duras)

|                          | Alexandre Da Dalt        | SE                       | 67  | 84,81 | 11 | 1 |  |  |
|                          |                          |                          |     |       |    |   |  |  |
| Votes valides            | Votes valides            | Votes valides            | 79  | 97,53 |    |   |  |  |
| Votes blancs             | Votes blancs             | Votes blancs             | 2   | 2,47  |    |   |  |  |
| Votes nuls               | Votes nuls               | Votes nuls               | 0   | 0     |    |   |  |  |
| Total                    | Total                    | Total                    | 81  | 100   | 11 | 1 |  |  |
| Abstention               | Abstention               | Abstention               | 49  | 37,69 |    |   |  |  |
| Inscrits / participation | Inscrits / participation | Inscrits / participation | 130 | 62,31 |    |   |  |  |

### Bajamont
- Maire sortant : Patrick Buisson  (SE)
- 15 sièges à pourvoir au conseil municipal (population légale 2017 : 978 habitants)
- 1 sièges à pourvoir au conseil communautaire (CA Agglomération d'Agen)

|                          | Patrick Buisson          | SE                       | 291 | 100   | 15 | 1 |  |  |
|                          |                          |                          |     |       |    |   |  |  |
| Votes valides            | Votes valides            | Votes valides            | 291 | 97,00 |    |   |  |  |
| Votes blancs             | Votes blancs             | Votes blancs             | 7   | 2,33  |    |   |  |  |
| Votes nuls               | Votes nuls               | Votes nuls               | 2   | 0,67  |    |   |  |  |
| Total                    | Total                    | Total                    | 300 | 100   | 15 | 1 |  |  |
| Abstention               | Abstention               | Abstention               | 501 | 62,55 |    |   |  |  |
| Inscrits / participation | Inscrits / participation | Inscrits / participation | 801 | 37,45 |    |   |  |  |

### Baleyssagues
- Maire sortant : Roxane Vanrechem-Rosetto  (DVG)
- 11 sièges à pourvoir au conseil municipal (population légale 2017 : 176 habitants)
- 1 sièges à pourvoir au conseil communautaire (CC du Pays de Duras)

|                          | Roxane Vanrechem-Rosetto | DVG                      | 109 | 90,08 | 11 | 1 |  |  |
|                          |                          |                          |     |       |    |   |  |  |
| Votes valides            | Votes valides            | Votes valides            | 121 | 96,03 |    |   |  |  |
| Votes blancs             | Votes blancs             | Votes blancs             | 1   | 0,79  |    |   |  |  |
| Votes nuls               | Votes nuls               | Votes nuls               | 4   | 3,17  |    |   |  |  |
| Total                    | Total                    | Total                    | 126 | 100   | 11 | 1 |  |  |
| Abstention               | Abstention               | Abstention               | 21  | 14,29 |    |   |  |  |
| Inscrits / participation | Inscrits / participation | Inscrits / participation | 147 | 85,71 |    |   |  |  |

### Barbaste
- Maire sortant : Jacques Llonch (DVG)
- 19 sièges à pourvoir au conseil municipal (population légale 2017 : 1 522 habitants)
- 2 sièges à pourvoir au conseil communautaire (CC Albret Communauté)

|                          | Valérie Tonin            | DVG                      | 418   | 60,93 | 16 | 2 |  |  |
|                          | Bernadette Jayles        | DVD                      | 268   | 39,06 | 3  | 0 |  |  |
|                          |                          |                          |       |       |    |   |  |  |
| Votes valides            | Votes valides            | Votes valides            | 686   | 96,21 |    |   |  |  |
| Votes blancs             | Votes blancs             | Votes blancs             | 3     | 0,42  |    |   |  |  |
| Votes nuls               | Votes nuls               | Votes nuls               | 24    | 3,37  |    |   |  |  |
| Total                    | Total                    | Total                    | 713   | 100   | 19 | 2 |  |  |
| Abstention               | Abstention               | Abstention               | 386   | 35,12 |    |   |  |  |
| Inscrits / participation | Inscrits / participation | Inscrits / participation | 1 099 | 64,88 |    |   |  |  |

### Bazens
- Maire sortant : Francis Castell  (SE)
- 11 sièges à pourvoir au conseil municipal (population légale 2017 : 546 habitants)
- 1 sièges à pourvoir au conseil communautaire (CC du Confluent et des Coteaux de Prayssas)

|                          | Francis Castell          | SE                       | 175 | 83,73 | 11 | 1 |  |  |
|                          |                          |                          |     |       |    |   |  |  |
| Votes valides            | Votes valides            | Votes valides            | 209 | 98,58 |    |   |  |  |
| Votes blancs             | Votes blancs             | Votes blancs             | 1   | 0,47  |    |   |  |  |
| Votes nuls               | Votes nuls               | Votes nuls               | 2   | 0,94  |    |   |  |  |
| Total                    | Total                    | Total                    | 212 | 100   | 11 | 1 |  |  |
| Abstention               | Abstention               | Abstention               | 141 | 39,94 |    |   |  |  |
| Inscrits / participation | Inscrits / participation | Inscrits / participation | 353 | 60,06 |    |   |  |  |

### Beaugas
- Maire sortant : Jean-Charles Roujol (SE)
- 11 sièges à pourvoir au conseil municipal (population légale 2017 : 359 habitants)
- 1 sièges à pourvoir au conseil communautaire (CC des Bastides en Haut-Agenais Périgord)

|                          | Brigitte PAYERAS         | SE                       | 107 | 95,54 | 11 | 1 |  |  |
|                          |                          |                          |     |       |    |   |  |  |
| Votes valides            | Votes valides            | Votes valides            | 112 | 95,73 |    |   |  |  |
| Votes blancs             | Votes blancs             | Votes blancs             | 1   | 0,85  |    |   |  |  |
| Votes nuls               | Votes nuls               | Votes nuls               | 4   | 3,42  |    |   |  |  |
| Total                    | Total                    | Total                    | 117 | 100   | 11 | 1 |  |  |
| Abstention               | Abstention               | Abstention               | 130 | 52,63 |    |   |  |  |
| Inscrits / participation | Inscrits / participation | Inscrits / participation | 247 | 47,37 |    |   |  |  |

### Beaupuy
- Maire sortant : Pascal Laperche (SE)
- 19 sièges à pourvoir au conseil municipal (population légale 2017 : 1 650 habitants)
- 2 sièges à pourvoir au conseil communautaire (CA Val de Garonne Agglomération)

|                          | Christian Pezzutti       | SE                       | 388   | 100   | 19 | 2 |  |  |
|                          |                          |                          |       |       |    |   |  |  |
| Votes valides            | Votes valides            | Votes valides            | 388   | 80,00 |    |   |  |  |
| Votes blancs             | Votes blancs             | Votes blancs             | 14    | 2,89  |    |   |  |  |
| Votes nuls               | Votes nuls               | Votes nuls               | 83    | 17,11 |    |   |  |  |
| Total                    | Total                    | Total                    | 485   | 100   | 19 | 2 |  |  |
| Abstention               | Abstention               | Abstention               | 759   | 61,01 |    |   |  |  |
| Inscrits / participation | Inscrits / participation | Inscrits / participation | 1 244 | 38,99 |    |   |  |  |

### Beauville
- Maire sortant : Annie Reimherr (DVD)
- 15 sièges à pourvoir au conseil municipal (population légale 2017 : 570 habitants)
- 1 sièges à pourvoir au conseil communautaire (CA Agglomération d'Agen)

|                          | Annie Reimherr           | DVD                      | 195 | 89,86 | 15 | 1 |  |  |
|                          |                          |                          |     |       |    |   |  |  |
| Votes valides            | Votes valides            | Votes valides            | 206 | 94,93 |    |   |  |  |
| Votes blancs             | Votes blancs             | Votes blancs             | 5   | 2,30  |    |   |  |  |
| Votes nuls               | Votes nuls               | Votes nuls               | 6   | 2,76  |    |   |  |  |
| Total                    | Total                    | Total                    | 217 | 100   | 15 | 1 |  |  |
| Abstention               | Abstention               | Abstention               | 157 | 41,98 |    |   |  |  |
| Inscrits / participation | Inscrits / participation | Inscrits / participation | 374 | 58,02 |    |   |  |  |

### Beauziac
- Maire sortant : Claude Gally (SE)
- 11 sièges à pourvoir au conseil municipal (population légale 2017 : 237 habitants)
- 1 sièges à pourvoir au conseil communautaire (CC des Coteaux et Landes de Gascogne)

|                          | Dominique Roman          | SE                       | 106 | 90,60 | 11 | 1 |  |  |
|                          |                          |                          |     |       |    |   |  |  |
| Votes valides            | Votes valides            | Votes valides            | 117 | 99,15 |    |   |  |  |
| Votes blancs             | Votes blancs             | Votes blancs             | 0   | 0     |    |   |  |  |
| Votes nuls               | Votes nuls               | Votes nuls               | 1   | 0,85  |    |   |  |  |
| Total                    | Total                    | Total                    | 118 | 100   | 11 | 1 |  |  |
| Abstention               | Abstention               | Abstention               | 68  | 36,56 |    |   |  |  |
| Inscrits / participation | Inscrits / participation | Inscrits / participation | 186 | 63,44 |    |   |  |  |

### Birac-sur-Trec
- Maire sortant : Alain Lerdu (SE)
- 15 sièges à pourvoir au conseil municipal (population légale 2017 : 843 habitants)
- 2 sièges à pourvoir au conseil communautaire (CA Val de Garonne Agglomération)

|                          | Alain Lerdu              | SE                       | 261 | 94,56 | 15 | 2 |  |  |
|                          |                          |                          |     |       |    |   |  |  |
| Votes valides            | Votes valides            | Votes valides            | 270 | 97,82 |    |   |  |  |
| Votes blancs             | Votes blancs             | Votes blancs             | 4   | 1,45  |    |   |  |  |
| Votes nuls               | Votes nuls               | Votes nuls               | 2   | 0,72  |    |   |  |  |
| Total                    | Total                    | Total                    | 276 | 100   | 15 | 2 |  |  |
| Abstention               | Abstention               | Abstention               | 355 | 56,26 |    |   |  |  |
| Inscrits / participation | Inscrits / participation | Inscrits / participation | 631 | 43,74 |    |   |  |  |

### Blanquefort-sur-Briolance
- Maire sortant : Sophie Gargowitsch (DVG)
- 11 sièges à pourvoir au conseil municipal (population légale 2017 : 470 habitants)
- 1 sièges à pourvoir au conseil communautaire (CC Fumel Vallée du Lot)

|                          | Sophie Gargowitsch       | DVG                      | 201 | 83,40 | 11 | 1 |  |  |
|                          |                          |                          |     |       |    |   |  |  |
| Votes valides            | Votes valides            | Votes valides            | 241 | 98,37 |    |   |  |  |
| Votes blancs             | Votes blancs             | Votes blancs             | 3   | 1,22  |    |   |  |  |
| Votes nuls               | Votes nuls               | Votes nuls               | 1   | 0,41  |    |   |  |  |
| Total                    | Total                    | Total                    | 245 | 100   | 11 | 1 |  |  |
| Abstention               | Abstention               | Abstention               | 176 | 41,81 |    |   |  |  |
| Inscrits / participation | Inscrits / participation | Inscrits / participation | 421 | 58,19 |    |   |  |  |

### Blaymont
- Maire sortant : Marie-Thérèse Coulonges (SE)
- 11 sièges à pourvoir au conseil municipal (population légale 2017 : 209 habitants)
- 1 sièges à pourvoir au conseil communautaire (CA Agglomération d'Agen)

|                          | Marie-Thérèse Coulonges  | SE                       | 91  | 75,83 | 11 | 1 |  |  |
|                          |                          |                          |     |       |    |   |  |  |
| Votes valides            | Votes valides            | Votes valides            | 120 | 98,36 |    |   |  |  |
| Votes blancs             | Votes blancs             | Votes blancs             | 0   | 0     |    |   |  |  |
| Votes nuls               | Votes nuls               | Votes nuls               | 2   | 1,64  |    |   |  |  |
| Total                    | Total                    | Total                    | 122 | 100   | 11 | 1 |  |  |
| Abstention               | Abstention               | Abstention               | 49  | 28,65 |    |   |  |  |
| Inscrits / participation | Inscrits / participation | Inscrits / participation | 171 | 71,35 |    |   |  |  |

### Boudy-de-Beauregard
- Maire sortant : Philippe Belvès (SE)
- 11 sièges à pourvoir au conseil municipal (population légale 2017 : 414 habitants)
- 1 sièges à pourvoir au conseil communautaire (CC des Bastides en Haut-Agenais Périgord)

|                          | Isabelle Andrac          | SE                       | 164 | 96,47 | 11 | 1 |  |  |
|                          |                          |                          |     |       |    |   |  |  |
| Votes valides            | Votes valides            | Votes valides            | 170 | 99,42 |    |   |  |  |
| Votes blancs             | Votes blancs             | Votes blancs             | 1   | 0,58  |    |   |  |  |
| Votes nuls               | Votes nuls               | Votes nuls               | 0   | 06    |    |   |  |  |
| Total                    | Total                    | Total                    | 171 | 100   | 11 | 1 |  |  |
| Abstention               | Abstention               | Abstention               | 108 | 38,71 |    |   |  |  |
| Inscrits / participation | Inscrits / participation | Inscrits / participation | 279 | 61,29 |    |   |  |  |

### Bouglon
- Maire sortant : Joseph Balaguer (SE)
- 15 sièges à pourvoir au conseil municipal (population légale 2017 : 616 habitants)
- 1 sièges à pourvoir au conseil communautaire (CC des Coteaux et Landes de Gascogne)

|                          | Joseph Balaguer          | SE                       | 312 | 95,41 | 15 | 1 |  |  |
|                          |                          |                          |     |       |    |   |  |  |
| Votes valides            | Votes valides            | Votes valides            | 327 | 97,90 |    |   |  |  |
| Votes blancs             | Votes blancs             | Votes blancs             | 4   | 1,20  |    |   |  |  |
| Votes nuls               | Votes nuls               | Votes nuls               | 3   | 0,90  |    |   |  |  |
| Total                    | Total                    | Total                    | 334 | 100   | 15 | 1 |  |  |
| Abstention               | Abstention               | Abstention               | 159 | 32,25 |    |   |  |  |
| Inscrits / participation | Inscrits / participation | Inscrits / participation | 493 | 67,75 |    |   |  |  |

### Bourgougnague
- Maire sortant : Jean-Marie Constantin (SE)
- 11 sièges à pourvoir au conseil municipal (population légale 2017 : 321 habitants)
- 1 sièges à pourvoir au conseil communautaire (CC du Pays de Lauzun)

|                          | Jean-Marie Constantin    | SE                       | 124 | 96,12 | 11 | 1 |  |  |
|                          |                          |                          |     |       |    |   |  |  |
| Votes valides            | Votes valides            | Votes valides            | 129 | 99,23 |    |   |  |  |
| Votes blancs             | Votes blancs             | Votes blancs             | 0   | 0     |    |   |  |  |
| Votes nuls               | Votes nuls               | Votes nuls               | 1   | 0,77  |    |   |  |  |
| Total                    | Total                    | Total                    | 130 | 100   | 11 | 1 |  |  |
| Abstention               | Abstention               | Abstention               | 72  | 35,64 |    |   |  |  |
| Inscrits / participation | Inscrits / participation | Inscrits / participation | 202 | 64,36 |    |   |  |  |

### Bourlens
- Maire sortant : Jean Marie Queyrel (SE)
- 11 sièges à pourvoir au conseil municipal (population légale 2017 : 380 habitants)
- 1 sièges à pourvoir au conseil communautaire (CC Fumel Vallée du Lot)

|                          | Jean Marie Queyrel       | SE                       | 121 | 67,98 | 11 | 1 |  |  |
|                          | Caroline Bloem           | SE                       | 55  | 30,90 | 0  | 0 |  |  |
|                          |                          |                          |     |       |    |   |  |  |
| Votes valides            | Votes valides            | Votes valides            | 178 | 97,80 |    |   |  |  |
| Votes blancs             | Votes blancs             | Votes blancs             | 0   | 0     |    |   |  |  |
| Votes nuls               | Votes nuls               | Votes nuls               | 4   | 2,20  |    |   |  |  |
| Total                    | Total                    | Total                    | 182 | 100   | 11 | 1 |  |  |
| Abstention               | Abstention               | Abstention               | 101 | 35,69 |    |   |  |  |
| Inscrits / participation | Inscrits / participation | Inscrits / participation | 283 | 64,31 |    |   |  |  |

### Bournel
- Maire sortant : Agnès Couderc (SE)
- 11 sièges à pourvoir au conseil municipal (population légale 2017 : 246 habitants)
- 1 sièges à pourvoir au conseil communautaire (CC des Bastides en Haut-Agenais Périgord)

|                          | Agnès Couderc            | SE                       | 84  | 88,42 | 11 | 1 |  |  |
|                          |                          |                          |     |       |    |   |  |  |
| Votes valides            | Votes valides            | Votes valides            | 95  | 95    |    |   |  |  |
| Votes blancs             | Votes blancs             | Votes blancs             | 0   | 0     |    |   |  |  |
| Votes nuls               | Votes nuls               | Votes nuls               | 5   | 5     |    |   |  |  |
| Total                    | Total                    | Total                    | 100 | 100   | 11 | 1 |  |  |
| Abstention               | Abstention               | Abstention               | 82  | 45,05 |    |   |  |  |
| Inscrits / participation | Inscrits / participation | Inscrits / participation | 182 | 54,95 |    |   |  |  |

### Bourran
- Maire sortant : Béatrice Piloni (SE)
- 15 sièges à pourvoir au conseil municipal (population légale 2017 : 616 habitants)
- 1 sièges à pourvoir au conseil communautaire (CC du Confluent et des Coteaux de Prayssas)

|                          | Béatrice Piloni          | SE                       | 247 | 94,27 | 15 | 1 |  |  |
|                          |                          |                          |     |       |    |   |  |  |
| Votes valides            | Votes valides            | Votes valides            | 262 | 98,50 |    |   |  |  |
| Votes blancs             | Votes blancs             | Votes blancs             | 0   | 0     |    |   |  |  |
| Votes nuls               | Votes nuls               | Votes nuls               | 4   | 1,50  |    |   |  |  |
| Total                    | Total                    | Total                    | 266 | 100   | 15 | 1 |  |  |
| Abstention               | Abstention               | Abstention               | 203 | 43,28 |    |   |  |  |
| Inscrits / participation | Inscrits / participation | Inscrits / participation | 469 | 56,72 |    |   |  |  |

### Boussès
- Maire sortant : François Thollon-Pommerol (DVG)
- 7 sièges à pourvoir au conseil municipal (population légale 2017 : 37 habitants)
- 1 sièges à pourvoir au conseil communautaire (CC des Coteaux et Landes de Gascogne)

|                          | François Thollon-Pommerol | DVG                      | 21 | 91,30 | 7 | 1 |  |  |
|                          |                           |                          |    |       |   |   |  |  |
| Votes valides            | Votes valides             | Votes valides            | 23 | 100   |   |   |  |  |
| Votes blancs             | Votes blancs              | Votes blancs             | 0  | 0     |   |   |  |  |
| Votes nuls               | Votes nuls                | Votes nuls               | 0  | 0     |   |   |  |  |
| Total                    | Total                     | Total                    | 23 | 100   | 7 | 1 |  |  |
| Abstention               | Abstention                | Abstention               | 14 | 37,84 |   |   |  |  |
| Inscrits / participation | Inscrits / participation  | Inscrits / participation | 37 | 62,16 |   |   |  |  |

### Brax
- Maire sortant : Joël Ponsolle (DVG)
- 19 sièges à pourvoir au conseil municipal (population légale 2017 : 2 070 habitants)
- 1 sièges à pourvoir au conseil communautaire (CA Agglomération d'Agen)

|                          | Joël Ponsolle            | DVG                      | 506   | 65,29 | 16 | 1 |  |  |
|                          | Sylvie Lucy              | DVG                      | 269   | 34,70 | 3  | 0 |  |  |
|                          |                          |                          |       |       |    |   |  |  |
| Votes valides            | Votes valides            | Votes valides            | 775   | 97,98 |    |   |  |  |
| Votes blancs             | Votes blancs             | Votes blancs             | 6     | 0,76  |    |   |  |  |
| Votes nuls               | Votes nuls               | Votes nuls               | 10    | 1,26  |    |   |  |  |
| Total                    | Total                    | Total                    | 791   | 100   | 19 | 1 |  |  |
| Abstention               | Abstention               | Abstention               | 732   | 48,06 |    |   |  |  |
| Inscrits / participation | Inscrits / participation | Inscrits / participation | 1 523 | 51,94 |    |   |  |  |

### Bruch
- Maire sortant : Alain Lorenzelli (UDI) - (PR)
- 15 sièges à pourvoir au conseil municipal (population légale 2017 : 748 habitants)
- 1 sièges à pourvoir au conseil communautaire (CC Albret Communauté)

|                          | Alain Lorenzelli         | UDI - PR                 | 230 | 63,19 | 15 | 1 |  |  |
|                          | Pascale Castaing         | SE                       | 135 | 37,09 | 0  | 0 |  |  |
|                          |                          |                          |     |       |    |   |  |  |
| Votes valides            | Votes valides            | Votes valides            | 364 | 98,38 |    |   |  |  |
| Votes blancs             | Votes blancs             | Votes blancs             | 2   | 0,54  |    |   |  |  |
| Votes nuls               | Votes nuls               | Votes nuls               | 4   | 1,08  |    |   |  |  |
| Total                    | Total                    | Total                    | 370 | 100   | 15 | 1 |  |  |
| Abstention               | Abstention               | Abstention               | 192 | 34,16 |    |   |  |  |
| Inscrits / participation | Inscrits / participation | Inscrits / participation | 562 | 65,84 |    |   |  |  |

### Brugnac
- Maire sortant : Jacqueline Prévot (SE)
- 11 sièges à pourvoir au conseil municipal (population légale 2017 : 183 habitants)
- 1 sièges à pourvoir au conseil communautaire (CC Lot et Tolzac)

|                          | Jacqueline Prévot        | SE                       | 88  | 88,89 | 11 | 1 |  |  |
|                          |                          |                          |     |       |    |   |  |  |
| Votes valides            | Votes valides            | Votes valides            | 99  | 99    |    |   |  |  |
| Votes blancs             | Votes blancs             | Votes blancs             | 1   | 1     |    |   |  |  |
| Votes nuls               | Votes nuls               | Votes nuls               | 0   | 0     |    |   |  |  |
| Total                    | Total                    | Total                    | 100 | 100   | 11 | 1 |  |  |
| Abstention               | Abstention               | Abstention               | 58  | 36,71 |    |   |  |  |
| Inscrits / participation | Inscrits / participation | Inscrits / participation | 158 | 63,29 |    |   |  |  |

### Buzet-sur-Baïse
- Maire sortant : Jean-Louis Molinié (SE)
- 15 sièges à pourvoir au conseil municipal (population légale 2017 : 1 284 habitants)
- 2 sièges à pourvoir au conseil communautaire (CC Albret Communauté)

|                          | Jean-Louis Molinié       | SE                       | 248 | 100   | 15 | 2 |  |  |
|                          |                          |                          |     |       |    |   |  |  |
| Votes valides            | Votes valides            | Votes valides            | 248 | 77,26 |    |   |  |  |
| Votes blancs             | Votes blancs             | Votes blancs             | 13  | 4,05  |    |   |  |  |
| Votes nuls               | Votes nuls               | Votes nuls               | 60  | 18,69 |    |   |  |  |
| Total                    | Total                    | Total                    | 321 | 100   | 15 | 2 |  |  |
| Abstention               | Abstention               | Abstention               | 593 | 64,88 |    |   |  |  |
| Inscrits / participation | Inscrits / participation | Inscrits / participation | 914 | 35,12 |    |   |  |  |

### Cahuzac
- Maire sortant : Jean-Pierre Testut (DVG)
- 11 sièges à pourvoir au conseil municipal (population légale 2017 : 307 habitants)
- 1 sièges à pourvoir au conseil communautaire (CC des Bastides en Haut-Agenais Périgord)

|                          | Jean-Pierre Testut       | DVG                      | 153 | 92,17 | 11 | 1 |  |  |
|                          |                          |                          |     |       |    |   |  |  |
| Votes valides            | Votes valides            | Votes valides            | 166 | 98,22 |    |   |  |  |
| Votes blancs             | Votes blancs             | Votes blancs             | 0   | 0     |    |   |  |  |
| Votes nuls               | Votes nuls               | Votes nuls               | 3   | 1,78  |    |   |  |  |
| Total                    | Total                    | Total                    | 169 | 100   | 11 | 1 |  |  |
| Abstention               | Abstention               | Abstention               | 55  | 24,55 |    |   |  |  |
| Inscrits / participation | Inscrits / participation | Inscrits / participation | 224 | 75,45 |    |   |  |  |

### Calignac
- Maire sortant : Marc de Lavenère-Lussan (SE)
- 11 sièges à pourvoir au conseil municipal (population légale 2017 : 478 habitants)
- 1 sièges à pourvoir au conseil communautaire (CC Albret Communauté)

|                          | Alban Cassagnabère       | SE                       | 193 | 89,77 | 11 | 1 |  |  |
|                          |                          |                          |     |       |    |   |  |  |
| Votes valides            | Votes valides            | Votes valides            | 215 | 98,17 |    |   |  |  |
| Votes blancs             | Votes blancs             | Votes blancs             | 1   | 0,46  |    |   |  |  |
| Votes nuls               | Votes nuls               | Votes nuls               | 3   | 1,37  |    |   |  |  |
| Total                    | Total                    | Total                    | 219 | 100   | 11 | 1 |  |  |
| Abstention               | Abstention               | Abstention               | 170 | 43,70 |    |   |  |  |
| Inscrits / participation | Inscrits / participation | Inscrits / participation | 389 | 56,30 |    |   |  |  |

### Calonges
- Maire sortant : François Néruad (SE)
- 15 sièges à pourvoir au conseil municipal (population légale 2017 : 648 habitants)
- 2 sièges à pourvoir au conseil communautaire (CA Val de Garonne Agglomération)

|                          | François Néraud          | SE                       | 175 | 58,72 | 15 | 2 |  |  |
|                          | Serge Garoste            | SE                       | 100 | 33,56 | 0  | 0 |  |  |
|                          |                          |                          |     |       |    |   |  |  |
| Votes valides            | Votes valides            | Votes valides            | 298 | 98,35 |    |   |  |  |
| Votes blancs             | Votes blancs             | Votes blancs             | 0   | 0     |    |   |  |  |
| Votes nuls               | Votes nuls               | Votes nuls               | 5   | 1,65  |    |   |  |  |
| Total                    | Total                    | Total                    | 303 | 100   | 15 | 2 |  |  |
| Abstention               | Abstention               | Abstention               | 144 | 32,21 |    |   |  |  |
| Inscrits / participation | Inscrits / participation | Inscrits / participation | 447 | 67,79 |    |   |  |  |

### Cambes
- Maire sortant : Jean-Claude Raphalen (SE)
- 11 sièges à pourvoir au conseil municipal (population légale 2017 : 180 habitants)
- 1 sièges à pourvoir au conseil communautaire (CC du Pays de Lauzun)

|                          | Nathalie Raphalen        | SE                       | 76  | 92,68 | 11 | 1 |  |  |
|                          |                          |                          |     |       |    |   |  |  |
| Votes valides            | Votes valides            | Votes valides            | 82  | 97,62 |    |   |  |  |
| Votes blancs             | Votes blancs             | Votes blancs             | 0   | 0     |    |   |  |  |
| Votes nuls               | Votes nuls               | Votes nuls               | 2   | 2,38  |    |   |  |  |
| Total                    | Total                    | Total                    | 84  | 100   | 11 | 1 |  |  |
| Abstention               | Abstention               | Abstention               | 51  | 37.78 |    |   |  |  |
| Inscrits / participation | Inscrits / participation | Inscrits / participation | 135 | 62,22 |    |   |  |  |

### Cancon
- Maire sortant : Carole Roire (DVD)
- 15 sièges à pourvoir au conseil municipal (population légale 2017 : 1 340 habitants)
- 4 sièges à pourvoir au conseil communautaire (CC des Bastides en Haut-Agenais Périgord)

|                          | Elisabeth PICHARD        | SE                       | 344 | 57,81 | 12 | 3 |  |  |
|                          | Carole Roire             | DVD                      | 251 | 42,18 | 3  | 1 |  |  |
|                          |                          |                          |     |       |    |   |  |  |
| Votes valides            | Votes valides            | Votes valides            | 595 | 98,02 |    |   |  |  |
| Votes blancs             | Votes blancs             | Votes blancs             | 2   | 0,33  |    |   |  |  |
| Votes nuls               | Votes nuls               | Votes nuls               | 10  | 1,65  |    |   |  |  |
| Total                    | Total                    | Total                    | 607 | 100   | 15 | 4 |  |  |
| Abstention               | Abstention               | Abstention               | 304 | 33,37 |    |   |  |  |
| Inscrits / participation | Inscrits / participation | Inscrits / participation | 911 | 66,63 |    |   |  |  |

### Casseneuil
- Maire sortant : Daniel Desplat  (PS)
- 19 sièges à pourvoir au conseil municipal (population légale 2017 : 2 386 habitants)
- 3 sièges à pourvoir au conseil communautaire (CA du Grand Villeneuvois)

| Tête de liste            | Tête de liste            | Liste                    | Premier tour | Premier tour | Second tour | Second tour | Sièges | Sièges |
| Tête de liste            | Tête de liste            | Liste                    | Voix         | %            | Voix        | %           | CM     | CC     |
| ------------------------ | ------------------------ | ------------------------ | ------------ | ------------ | ----------- | ----------- | ------ | ------ |
|                          | Marie-Laure Grenier      | SE                       | 412          | 49,93        | 551         | 55,71       | 15     | 2      |
|                          | Didier Lalanne           | SE                       | 265          | 32,12        | 438         | 44,28       | 4      | 1      |
|                          | Nadine Lalanne           | SE                       | 148          | 17,93        |             |             | 0      | 0      |
|                          |                          |                          |              |              |             |             |        |        |
| Votes valides            | Votes valides            | Votes valides            | 825          | 93,54        | 989         | 96,87       |        |        |
| Votes blancs             | Votes blancs             | Votes blancs             | 23           | 2,61         | 16          | 1,57        |        |        |
| Votes nuls               | Votes nuls               | Votes nuls               | 34           | 3,85         | 16          | 1,57        |        |        |
| Total                    | Total                    | Total                    | 882          | 100          | 1 021       | 100         | 19     | 3      |
| Abstention               | Abstention               | Abstention               | 790          | 47,25        | 651         | 38,95       |        |        |
| Inscrits / participation | Inscrits / participation | Inscrits / participation | 1 672        | 52,75        | 1 672       | 61,06       |        |        |

### Cassignas
- Maire sortant : Alain Bayssié  (SE)
- 11 sièges à pourvoir au conseil municipal (population légale 2017 : 125 habitants)
- 1 sièges à pourvoir au conseil communautaire (CA du Grand Villeneuvois)

|                          | Alain Bayssié            | SE                       | 66 | 98,51 | 11 | 1 |  |  |
|                          |                          |                          |    |       |    |   |  |  |
| Votes valides            | Votes valides            | Votes valides            | 67 | 91,78 |    |   |  |  |
| Votes blancs             | Votes blancs             | Votes blancs             | 1  | 1,37  |    |   |  |  |
| Votes nuls               | Votes nuls               | Votes nuls               | 5  | 6,85  |    |   |  |  |
| Total                    | Total                    | Total                    | 73 | 100   | 11 | 1 |  |  |
| Abstention               | Abstention               | Abstention               | 24 | 24,74 |    |   |  |  |
| Inscrits / participation | Inscrits / participation | Inscrits / participation | 97 | 75,26 |    |   |  |  |

### Castelculier
- Maire sortant : Olivier Grima (DVD)
- 19 sièges à pourvoir au conseil municipal (population légale 2017 : 2 375 habitants)
- 1 sièges à pourvoir au conseil communautaire (CA Agglomération d'Agen)

|                          | Olivier Grima            | DVD                      | 522   | 100   | 19 | 1 |  |  |
|                          |                          |                          |       |       |    |   |  |  |
| Votes valides            | Votes valides            | Votes valides            | 522   | 87,44 |    |   |  |  |
| Votes blancs             | Votes blancs             | Votes blancs             | 44    | 7,37  |    |   |  |  |
| Votes nuls               | Votes nuls               | Votes nuls               | 31    | 5,19  |    |   |  |  |
| Total                    | Total                    | Total                    | 597   | 100   | 19 | 1 |  |  |
| Abstention               | Abstention               | Abstention               | 1 136 | 65,55 |    |   |  |  |
| Inscrits / participation | Inscrits / participation | Inscrits / participation | 1 733 | 34,45 |    |   |  |  |

### Castella
- Maire sortant : Bruno Testu (SE)
- 11 sièges à pourvoir au conseil municipal (population légale 2011 : 313 habitants)
- 1 sièges à pourvoir au conseil communautaire (CA du Grand Villeneuvois)

|                          | Bruno Testu              | SE                       | 125 | 96,15 | 11 | 1 |  |  |
|                          |                          |                          |     |       |    |   |  |  |
| Votes valides            | Votes valides            | Votes valides            | 130 | 91,55 |    |   |  |  |
| Votes blancs             | Votes blancs             | Votes blancs             | 1   | 0,70  |    |   |  |  |
| Votes nuls               | Votes nuls               | Votes nuls               | 11  | 7,75  |    |   |  |  |
| Total                    | Total                    | Total                    | 142 | 100   | 11 | 1 |  |  |
| Abstention               | Abstention               | Abstention               | 140 | 49,65 |    |   |  |  |
| Inscrits / participation | Inscrits / participation | Inscrits / participation | 282 | 50,35 |    |   |  |  |

### Castelmoron-sur-Lot
- Maire sortant : Line Lalaurie (DVD)
- 19 sièges à pourvoir au conseil municipal (population légale 2017 : 1 748 habitants)
- 7 sièges à pourvoir au conseil communautaire (CC Lot et Tolzac)

|                          | Line Lalaurie            | DVD                      | 444   | 100   | 19 | 7 |  |  |
|                          |                          |                          |       |       |    |   |  |  |
| Votes valides            | Votes valides            | Votes valides            | 444   | 87,75 |    |   |  |  |
| Votes blancs             | Votes blancs             | Votes blancs             | 8     | 1,58  |    |   |  |  |
| Votes nuls               | Votes nuls               | Votes nuls               | 54    | 10,67 |    |   |  |  |
| Total                    | Total                    | Total                    | 506   | 100   | 19 | 7 |  |  |
| Abstention               | Abstention               | Abstention               | 715   | 58,56 |    |   |  |  |
| Inscrits / participation | Inscrits / participation | Inscrits / participation | 1 221 | 41,44 |    |   |  |  |

### Castelnaud-de-Gratecambe
- Maire sortant : Olivier Garmond (SE)
- 15 sièges à pourvoir au conseil municipal (population légale 2017 : 508 habitants)
- 1 sièges à pourvoir au conseil communautaire (CC des Bastides en Haut-Agenais Périgord)

| Tête de liste            | Tête de liste            | Liste                    | Premier tour | Premier tour | Second tour | Second tour | Sièges | Sièges |
| Tête de liste            | Tête de liste            | Liste                    | Voix         | %            | Voix        | %           | CM     | CC     |
| ------------------------ | ------------------------ | ------------------------ | ------------ | ------------ | ----------- | ----------- | ------ | ------ |
|                          | Gilbert SERRES           | SE                       | 145          | 56,87        | 0           | 0           | 14     | 1      |
|                          | Maryse DALTO             | SE                       | 105          | 41,18        | 29          | 25,44       | 1      | 0      |
|                          |                          |                          |              |              |             |             |        |        |
| Votes valides            | Votes valides            | Votes valides            | 255          | 95,86        | 114         | 91,20       |        |        |
| Votes blancs             | Votes blancs             | Votes blancs             | 0            | 0            | 0           | 0           |        |        |
| Votes nuls               | Votes nuls               | Votes nuls               | 11           | 4,14         | 11          | 8,80        |        |        |
| Total                    | Total                    | Total                    | 266          | 100          | 125         | 100         | 15     | 1      |
| Abstention               | Abstention               | Abstention               | 112          | 29,63        | 252         | 66,84       |        |        |
| Inscrits / participation | Inscrits / participation | Inscrits / participation | 378          | 70,37        | 377         | 33,16       |        |        |

### Castelnau-sur-Gupie
- Maire sortant :  Alexandre Freschi (LaREM) puis Guy Iannotto (SE)
- 15 sièges à pourvoir au conseil municipal (population légale 2017 : 890 habitants)
- 2 sièges à pourvoir au conseil communautaire (CA Val de Garonne Agglomération)

|                          | Guy Ianotto              | SE                       | 322 | 95,27 | 15 | 2 |  |  |
|                          |                          |                          |     |       |    |   |  |  |
| Votes valides            | Votes valides            | Votes valides            | 338 | 98,54 |    |   |  |  |
| Votes blancs             | Votes blancs             | Votes blancs             | 2   | 0,58  |    |   |  |  |
| Votes nuls               | Votes nuls               | Votes nuls               | 3   | 0,87  |    |   |  |  |
| Total                    | Total                    | Total                    | 343 | 100   | 15 | 2 |  |  |
| Abstention               | Abstention               | Abstention               | 387 | 53,01 |    |   |  |  |
| Inscrits / participation | Inscrits / participation | Inscrits / participation | 730 | 46,99 |    |   |  |  |

### Castillonnès
- Maire sortant : Pierre Sicaud (DVD)
- 15 sièges à pourvoir au conseil municipal (population légale 2017 : 1 417 habitants)
- 4 sièges à pourvoir au conseil communautaire (CC des Bastides en Haut-Agenais Périgord)

| Tête de liste            | Tête de liste            | Liste                    | Premier tour | Premier tour | second tour | second tour | Sièges | Sièges |
| Tête de liste            | Tête de liste            | Liste                    | Voix         | %            | Voix        | %           | CM     | CC     |
| ------------------------ | ------------------------ | ------------------------ | ------------ | ------------ | ----------- | ----------- | ------ | ------ |
|                          | Pierre Sicaud            | DVD                      | 190          | 32,42        | 233         | 35,14       | 11     | 3      |
|                          | Christian Ferullo        | DVG                      | 200          | 34,12        | 231         | 34,84       | 2      | 1      |
|                          | Laurence Rouchaud        | DVD                      | 196          | 33,44        | 199         | 30,01       | 2      | 0      |
|                          |                          |                          |              |              |             |             |        |        |
| Votes valides            | Votes valides            | Votes valides            | 586          | 98,16        | 663         | 99,25       |        |        |
| Votes blancs             | Votes blancs             | Votes blancs             | 5            | 0,84         | 3           | 0,45        |        |        |
| Votes nuls               | Votes nuls               | Votes nuls               | 6            | 1,01         | 2           | 0,30        |        |        |
| Total                    | Total                    | Total                    | 597          | 100          | 668         | 100         | 15     | 4      |
| Abstention               | Abstention               | Abstention               | 338          | 36,15        | 266         | 28,48       |        |        |
| Inscrits / participation | Inscrits / participation | Inscrits / participation | 935          | 63,85        | 934         | 71,52       |        |        |

### Caubeyres
- Maire sortant : Marie-Françoise Carles (SE)
- 11 sièges à pourvoir au conseil municipal (population légale 2017 : 253 habitants)
- 1 sièges à pourvoir au conseil communautaire (CC des Coteaux et Landes de Gascogne)

|                          | Marie-Françoise CARLES   | SE                       | 89  | 60,54 | 11 | 1 |  |  |
|                          | Jean-Marc Eugène Leveque | SE                       | 34  | 23,13 | 0  | 0 |  |  |
|                          |                          |                          |     |       |    |   |  |  |
| Votes valides            | Votes valides            | Votes valides            | 147 | 96,71 |    |   |  |  |
| Votes blancs             | Votes blancs             | Votes blancs             | 3   | 1,97  |    |   |  |  |
| Votes nuls               | Votes nuls               | Votes nuls               | 2   | 1,32  |    |   |  |  |
| Total                    | Total                    | Total                    | 152 | 100   | 11 | 1 |  |  |
| Abstention               | Abstention               | Abstention               | 39  | 20,42 |    |   |  |  |
| Inscrits / participation | Inscrits / participation | Inscrits / participation | 191 | 79,58 |    |   |  |  |

### Caubon-Saint-Sauveur
- Maire sortant : Catherine Bernard (SE)
- 11 sièges à pourvoir au conseil municipal (population légale 2017 : 255 habitants)
- 2 sièges à pourvoir au conseil communautaire (CA Val de Garonne Agglomération)

|                          | Catherine Bernard        | SE                       | 94  | 91,26 | 11 | 2 |  |  |
|                          |                          |                          |     |       |    |   |  |  |
| Votes valides            | Votes valides            | Votes valides            | 103 | 98,10 |    |   |  |  |
| Votes blancs             | Votes blancs             | Votes blancs             | 1   | 0,95  |    |   |  |  |
| Votes nuls               | Votes nuls               | Votes nuls               | 1   | 0,95  |    |   |  |  |
| Total                    | Total                    | Total                    | 105 | 100   | 11 | 2 |  |  |
| Abstention               | Abstention               | Abstention               | 71  | 40,34 |    |   |  |  |
| Inscrits / participation | Inscrits / participation | Inscrits / participation | 176 | 59,66 |    |   |  |  |

### Caudecoste
- Maire sortant : Jean-Jacques Plo (SE)
- 15 sièges à pourvoir au conseil municipal (population légale 2017 : 1 072 habitants)
- 1 sièges à pourvoir au conseil communautaire (CA Agglomération d'Agen)

|                          | François Dailledouze     | SE                       | 290 | 100   | 15 | 1 |  |  |
|                          |                          |                          |     |       |    |   |  |  |
| Votes valides            | Votes valides            | Votes valides            | 290 | 86,57 |    |   |  |  |
| Votes blancs             | Votes blancs             | Votes blancs             | 10  | 2,99  |    |   |  |  |
| Votes nuls               | Votes nuls               | Votes nuls               | 35  | 10,45 |    |   |  |  |
| Total                    | Total                    | Total                    | 335 | 100   | 15 | 1 |  |  |
| Abstention               | Abstention               | Abstention               | 459 | 57,81 |    |   |  |  |
| Inscrits / participation | Inscrits / participation | Inscrits / participation | 794 | 42,19 |    |   |  |  |

### Caumont-sur-Garonne
- Maire sortant : Pierre Imbert (DVD)
- 15 sièges à pourvoir au conseil municipal (population légale 2017 : 726 habitants)
- 1 sièges à pourvoir au conseil communautaire (CA Val de Garonne Agglomération)

|                          | Pierre Imbert            | DVD                      | 256 | 91,10 | 15 | 1 |  |  |
|                          |                          |                          |     |       |    |   |  |  |
| Votes valides            | Votes valides            | Votes valides            | 281 | 93,67 |    |   |  |  |
| Votes blancs             | Votes blancs             | Votes blancs             | 5   | 1,67  |    |   |  |  |
| Votes nuls               | Votes nuls               | Votes nuls               | 14  | 4,67  |    |   |  |  |
| Total                    | Total                    | Total                    | 300 | 100   | 15 | 1 |  |  |
| Abstention               | Abstention               | Abstention               | 215 | 41,75 |    |   |  |  |
| Inscrits / participation | Inscrits / participation | Inscrits / participation | 515 | 58,25 |    |   |  |  |

### Cauzac
- Maire sortant : Josette Wohmann (SE)
- 11 sièges à pourvoir au conseil municipal (population légale 2017 : 423 habitants)
- 1 sièges à pourvoir au conseil communautaire (CA Agglomération d'Agen)

|                          | Claude Le Bot            | SE                       | 129 | 54,89 | 11 | 1 |  |  |
|                          | Virginie Sikorski        | SE                       | 105 | 44,68 | 0  | 0 |  |  |
|                          |                          |                          |     |       |    |   |  |  |
| Votes valides            | Votes valides            | Votes valides            | 235 | 97,92 |    |   |  |  |
| Votes blancs             | Votes blancs             | Votes blancs             | 0   | 0     |    |   |  |  |
| Votes nuls               | Votes nuls               | Votes nuls               | 5   | 2,08  |    |   |  |  |
| Total                    | Total                    | Total                    | 240 | 100   | 11 | 1 |  |  |
| Abstention               | Abstention               | Abstention               | 63  | 20,79 |    |   |  |  |
| Inscrits / participation | Inscrits / participation | Inscrits / participation | 303 | 79,21 |    |   |  |  |

### Cavarc
- Maire sortant : Laurent Delpech (SE)
- 11 sièges à pourvoir au conseil municipal (population légale 2017 : 159 habitants)
- 1 sièges à pourvoir au conseil communautaire (CC des Bastides en Haut-Agenais Périgord)

|                          | Laurent Delpech          | SE                       | 80  | 96,38 | 11 | 1 |  |  |
|                          |                          |                          |     |       |    |   |  |  |
| Votes valides            | Votes valides            | Votes valides            | 83  | 100   |    |   |  |  |
| Votes blancs             | Votes blancs             | Votes blancs             | 0   | 0     |    |   |  |  |
| Votes nuls               | Votes nuls               | Votes nuls               | 0   | 0     |    |   |  |  |
| Total                    | Total                    | Total                    | 83  | 100   | 11 | 1 |  |  |
| Abstention               | Abstention               | Abstention               | 33  | 28,45 |    |   |  |  |
| Inscrits / participation | Inscrits / participation | Inscrits / participation | 116 | 71,55 |    |   |  |  |

### Cazideroque
- Maire sortant : Jean-Claude Cavaillé (DVD)
- 11 sièges à pourvoir au conseil municipal (population légale 2017 : 230 habitants)
- 1 sièges à pourvoir au conseil communautaire (CC Fumel Vallée du Lot)

|                          | Jean-Pierre Arondel      | SE                       | 126 | 96,18 | 11 | 1 |  |  |
|                          |                          |                          |     |       |    |   |  |  |
| Votes valides            | Votes valides            | Votes valides            | 131 | 98,50 |    |   |  |  |
| Votes blancs             | Votes blancs             | Votes blancs             | 1   | 0,75  |    |   |  |  |
| Votes nuls               | Votes nuls               | Votes nuls               | 1   | 0,75  |    |   |  |  |
| Total                    | Total                    | Total                    | 133 | 100   | 11 | 1 |  |  |
| Abstention               | Abstention               | Abstention               | 68  | 33,83 |    |   |  |  |
| Inscrits / participation | Inscrits / participation | Inscrits / participation | 201 | 66,17 |    |   |  |  |

### Clairac
- Maire sortant : Michel Perat (DVD)
- 23 sièges à pourvoir au conseil municipal (population légale 2017 : 2 622 habitants)
- 3 sièges à pourvoir au conseil communautaire (CA Val de Garonne Agglomération)

|                          | Michel Perat             | DVD                      | 463   | 51,16 | 18 | 2 |  |  |
|                          | Émilie Bayle             | SE                       | 442   | 48,83 | 5  | 1 |  |  |
|                          |                          |                          |       |       |    |   |  |  |
| Votes valides            | Votes valides            | Votes valides            | 905   | 95,77 |    |   |  |  |
| Votes blancs             | Votes blancs             | Votes blancs             | 14    | 1,48  |    |   |  |  |
| Votes nuls               | Votes nuls               | Votes nuls               | 26    | 2,75  |    |   |  |  |
| Total                    | Total                    | Total                    | 945   | 100   | 23 | 3 |  |  |
| Abstention               | Abstention               | Abstention               | 810   | 46,15 |    |   |  |  |
| Inscrits / participation | Inscrits / participation | Inscrits / participation | 1 755 | 53,85 |    |   |  |  |

### Clermont-Dessous
- Maire sortant : Jean Malbec (SE)
- 15 sièges à pourvoir au conseil municipal (population légale 2017 : 876 habitants)
- 2 sièges à pourvoir au conseil communautaire (CC du Confluent et des Coteaux de Prayssas)

|                          | Jean-Pierre Causero      | SE                       | 267 | 63,57 | 15 | 2 |  |  |
|                          | Patrick Dupont           | SE                       | 151 | 35,95 | 0  | 0 |  |  |
|                          |                          |                          |     |       |    |   |  |  |
| Votes valides            | Votes valides            | Votes valides            | 420 | 99,29 |    |   |  |  |
| Votes blancs             | Votes blancs             | Votes blancs             | 0   | 0     |    |   |  |  |
| Votes nuls               | Votes nuls               | Votes nuls               | 3   | 0,71  |    |   |  |  |
| Total                    | Total                    | Total                    | 423 | 100   | 15 | 2 |  |  |
| Abstention               | Abstention               | Abstention               | 204 | 32,54 |    |   |  |  |
| Inscrits / participation | Inscrits / participation | Inscrits / participation | 627 | 67,46 |    |   |  |  |

### Clermont-Soubiran
- Maire sortant :  	Guy Depasse  (SE)
- 11 sièges à pourvoir au conseil municipal (population légale 2017 : 382 habitants)
- 1 sièges à pourvoir au conseil communautaire (CC des Deux Rives)

|                          | Guy Depasse              | SE                       | 158 | 91,86 | 15 | 1 |  |  |
|                          |                          |                          |     |       |    |   |  |  |
| Votes valides            | Votes valides            | Votes valides            | 172 | 97,18 |    |   |  |  |
| Votes blancs             | Votes blancs             | Votes blancs             | 2   | 1,13  |    |   |  |  |
| Votes nuls               | Votes nuls               | Votes nuls               | 3   | 1,69  |    |   |  |  |
| Total                    | Total                    | Total                    | 177 | 100   | 15 | 1 |  |  |
| Abstention               | Abstention               | Abstention               | 177 | 50    |    |   |  |  |
| Inscrits / participation | Inscrits / participation | Inscrits / participation | 354 | 50    |    |   |  |  |

### Cocumont
- Maire sortant : Jean-Luc Armand (PRG) - (MRSL)
- 15 sièges à pourvoir au conseil municipal (population légale 2017 : 1 081 habitants)
- 1 sièges à pourvoir au conseil communautaire (CA Val de Garonne Agglomération)

|                          | Jean-Luc Armand          | PRG - MRSL               | 342 | 100   | 15 | 1 |  |  |
|                          |                          |                          |     |       |    |   |  |  |
| Votes valides            | Votes valides            | Votes valides            | 342 | 85,50 |    |   |  |  |
| Votes blancs             | Votes blancs             | Votes blancs             | 11  | 1,28  |    |   |  |  |
| Votes nuls               | Votes nuls               | Votes nuls               | 47  | 11,75 |    |   |  |  |
| Total                    | Total                    | Total                    | 400 | 100   | 15 | 1 |  |  |
| Abstention               | Abstention               | Abstention               | 460 | 53,49 |    |   |  |  |
| Inscrits / participation | Inscrits / participation | Inscrits / participation | 860 | 46,51 |    |   |  |  |

### Condezaygues
- Maire sortant : Éric Grasset (DVG)
- 15 sièges à pourvoir au conseil municipal (population légale 2017 : 854 habitants)
- 1 sièges à pourvoir au conseil communautaire (CC Fumel Vallée du Lot)

|                          | Éric Grasset             | DVG                      | 370 | 98,14 | 15 | 1 |  |  |
|                          |                          |                          |     |       |    |   |  |  |
| Votes valides            | Votes valides            | Votes valides            | 377 | 96,92 |    |   |  |  |
| Votes blancs             | Votes blancs             | Votes blancs             | 3   | 0,77  |    |   |  |  |
| Votes nuls               | Votes nuls               | Votes nuls               | 9   | 2,31  |    |   |  |  |
| Total                    | Total                    | Total                    | 389 | 100   | 15 | 1 |  |  |
| Abstention               | Abstention               | Abstention               | 295 | 43,13 |    |   |  |  |
| Inscrits / participation | Inscrits / participation | Inscrits / participation | 684 | 56,87 |    |   |  |  |

### Coulx
- Maire sortant : Daniel Furlan (SE)
- 11 sièges à pourvoir au conseil municipal (population légale 2017 : 238 habitants)
- 1 sièges à pourvoir au conseil communautaire (CC Lot et Tolzac)

|                          | Daniel Furlan            | SE                       | 90  | 81,08 | 11 | 1 |  |  |
|                          |                          |                          |     |       |    |   |  |  |
| Votes valides            | Votes valides            | Votes valides            | 111 | 100   |    |   |  |  |
| Votes blancs             | Votes blancs             | Votes blancs             | 0   | 0     |    |   |  |  |
| Votes nuls               | Votes nuls               | Votes nuls               | 0   | 0     |    |   |  |  |
| Total                    | Total                    | Total                    | 111 | 100   | 11 | 1 |  |  |
| Abstention               | Abstention               | Abstention               | 56  | 33,53 |    |   |  |  |
| Inscrits / participation | Inscrits / participation | Inscrits / participation | 167 | 66,47 |    |   |  |  |

### Courbiac
- Maire sortant : José Le Corre (SE)
- 11 sièges à pourvoir au conseil municipal (population légale 2017 : 114 habitants)
- 1 sièges à pourvoir au conseil communautaire (CC Fumel Vallée du Lot)

|                          | José Le Corre            | SE                       | 60 | 96,77 | 11 | 1 |  |  |
|                          |                          |                          |    |       |    |   |  |  |
| Votes valides            | Votes valides            | Votes valides            | 62 | 100   |    |   |  |  |
| Votes blancs             | Votes blancs             | Votes blancs             | 0  | 0     |    |   |  |  |
| Votes nuls               | Votes nuls               | Votes nuls               | 0  | 0     |    |   |  |  |
| Total                    | Total                    | Total                    | 62 | 100   | 11 | 1 |  |  |
| Abstention               | Abstention               | Abstention               | 29 | 31,87 |    |   |  |  |
| Inscrits / participation | Inscrits / participation | Inscrits / participation | 91 | 68,13 |    |   |  |  |

### Cours
- Maire sortant : Sylvie Costa (SE)
- 11 sièges à pourvoir au conseil municipal (population légale 2017 : 202 habitants)
- 1 sièges à pourvoir au conseil communautaire (CC du Confluent et des Coteaux de Prayssas)

|                          | Nicolas Janaillac        | SE                       | 76  | 80    | 11 | 1 |  |  |
|                          |                          |                          |     |       |    |   |  |  |
| Votes valides            | Votes valides            | Votes valides            | 95  | 86,36 |    |   |  |  |
| Votes blancs             | Votes blancs             | Votes blancs             | 5   | 4,55  |    |   |  |  |
| Votes nuls               | Votes nuls               | Votes nuls               | 10  | 9,09  |    |   |  |  |
| Total                    | Total                    | Total                    | 110 | 100   | 11 | 1 |  |  |
| Abstention               | Abstention               | Abstention               | 65  | 37,14 |    |   |  |  |
| Inscrits / participation | Inscrits / participation | Inscrits / participation | 175 | 62,86 |    |   |  |  |

### Couthures-sur-Garonne
- Maire sortant : Jean-Michel Moreau (SE)
- 11 sièges à pourvoir au conseil municipal (population légale 2017 : 339 habitants)
- 1 sièges à pourvoir au conseil communautaire (CA Val de Garonne Agglomération)

|                          | Jean-Michel Moreau       | SE                       | 166 | 91,21 | 11 | 1 |  |  |
|                          |                          |                          |     |       |    |   |  |  |
| Votes valides            | Votes valides            | Votes valides            | 182 | 98,38 |    |   |  |  |
| Votes blancs             | Votes blancs             | Votes blancs             | 0   | 0     |    |   |  |  |
| Votes nuls               | Votes nuls               | Votes nuls               | 3   | 1,62  |    |   |  |  |
| Total                    | Total                    | Total                    | 185 | 100   | 11 | 1 |  |  |
| Abstention               | Abstention               | Abstention               | 88  | 32,23 |    |   |  |  |
| Inscrits / participation | Inscrits / participation | Inscrits / participation | 273 | 67,77 |    |   |  |  |

### Cuq
- Maire sortant : Joël Guatta (SE)
- 11 sièges à pourvoir au conseil municipal (population légale 2017 : 268 habitants)
- 0 sièges à pourvoir au conseil communautaire (CA Agglomération d'Agen)

|                          | Joël Guatta              | SE                       | 155 | 87,08 | 11 | 0 |  |  |
|                          |                          |                          |     |       |    |   |  |  |
| Votes valides            | Votes valides            | Votes valides            | 178 | 97,80 |    |   |  |  |
| Votes blancs             | Votes blancs             | Votes blancs             | 1   | 0,55  |    |   |  |  |
| Votes nuls               | Votes nuls               | Votes nuls               | 3   | 1,65  |    |   |  |  |
| Total                    | Total                    | Total                    | 182 | 100   | 11 | 0 |  |  |
| Abstention               | Abstention               | Abstention               | 72  | 28,35 |    |   |  |  |
| Inscrits / participation | Inscrits / participation | Inscrits / participation | 254 | 71,65 |    |   |  |  |

### Cuzorn
- Maire sortant : Didier Caminade (DVD)
- 15 sièges à pourvoir au conseil municipal (population légale 2017 : 849 habitants)
- 1 sièges à pourvoir au conseil communautaire (CC Fumel Vallée du Lot)

|                          | Didier Caminade          | DVD                      | 334 | 96,25 | 15 | 1 |  |  |
|                          |                          |                          |     |       |    |   |  |  |
| Votes valides            | Votes valides            | Votes valides            | 347 | 96,66 |    |   |  |  |
| Votes blancs             | Votes blancs             | Votes blancs             | 7   | 1,95  |    |   |  |  |
| Votes nuls               | Votes nuls               | Votes nuls               | 5   | 1,39  |    |   |  |  |
| Total                    | Total                    | Total                    | 359 | 100   | 15 | 1 |  |  |
| Abstention               | Abstention               | Abstention               | 374 | 51,02 |    |   |  |  |
| Inscrits / participation | Inscrits / participation | Inscrits / participation | 733 | 48,98 |    |   |  |  |

### Damazan
- Maire sortant : Michel Masset (DVG)
- 15 sièges à pourvoir au conseil municipal (population légale 2017 : 1 354 habitants)
- 3 sièges à pourvoir au conseil communautaire (CC du Confluent et des Coteaux de Prayssas)

|                          | Michel Masset            | DVG                      | 475 | 86,05 | 14 | 3 |  |  |
|                          | Sylvie Nicole Delaurier  | SE                       | 77  | 13,94 | 1  | 0 |  |  |
|                          |                          |                          |     |       |    |   |  |  |
| Votes valides            | Votes valides            | Votes valides            | 552 | 97,70 |    |   |  |  |
| Votes blancs             | Votes blancs             | Votes blancs             | 0   | 0     |    |   |  |  |
| Votes nuls               | Votes nuls               | Votes nuls               | 13  | 2,30  |    |   |  |  |
| Total                    | Total                    | Total                    | 565 | 100   | 15 | 3 |  |  |
| Abstention               | Abstention               | Abstention               | 371 | 39,64 |    |   |  |  |
| Inscrits / participation | Inscrits / participation | Inscrits / participation | 936 | 60,36 |    |   |  |  |

### Dausse
- Maire sortant : Gilbert Guérin (SE)
- 15 sièges à pourvoir au conseil municipal (population légale 2017 : 510 habitants)
- 1 sièges à pourvoir au conseil communautaire (CC Fumel Vallée du Lot)

|                          | Gilbert Guérin           | SE                       | 181 | 95,26 | 15 | 1 |  |  |
|                          |                          |                          |     |       |    |   |  |  |
| Votes valides            | Votes valides            | Votes valides            | 190 | 98,96 |    |   |  |  |
| Votes blancs             | Votes blancs             | Votes blancs             | 1   | 0,52  |    |   |  |  |
| Votes nuls               | Votes nuls               | Votes nuls               | 1   | 0,52  |    |   |  |  |
| Total                    | Total                    | Total                    | 192 | 100   | 15 | 1 |  |  |
| Abstention               | Abstention               | Abstention               | 158 | 45,14 |    |   |  |  |
| Inscrits / participation | Inscrits / participation | Inscrits / participation | 350 | 54,86 |    |   |  |  |

### Dévillac
- Maire sortant : Frédéric Ledun (SE)
- 11 sièges à pourvoir au conseil municipal (population légale 2017 : 133 habitants)
- 1 sièges à pourvoir au conseil communautaire (CC des Bastides en Haut-Agenais Périgord)

|                          | Frédéric Ledun           | SE                       | 77  | 89,53 | 11 | 1 |  |  |
|                          |                          |                          |     |       |    |   |  |  |
| Votes valides            | Votes valides            | Votes valides            | 86  | 96,63 |    |   |  |  |
| Votes blancs             | Votes blancs             | Votes blancs             | 1   | 1,12  |    |   |  |  |
| Votes nuls               | Votes nuls               | Votes nuls               | 2   | 2,25  |    |   |  |  |
| Total                    | Total                    | Total                    | 89  | 100   | 11 | 1 |  |  |
| Abstention               | Abstention               | Abstention               | 46  | 34,07 |    |   |  |  |
| Inscrits / participation | Inscrits / participation | Inscrits / participation | 135 | 65,93 |    |   |  |  |

### Dolmayrac
- Maire sortant : Michel Van Bosstraeten (SE)
- 15 sièges à pourvoir au conseil municipal (population légale 2017 : 712 habitants)
- 2 sièges à pourvoir au conseil communautaire (CA du Grand Villeneuvois)

|                          | Gilles Grosjean          | SE                       | 257 | 95,18 | 15 | 2 |  |  |
|                          |                          |                          |     |       |    |   |  |  |
| Votes valides            | Votes valides            | Votes valides            | 270 | 96,09 |    |   |  |  |
| Votes blancs             | Votes blancs             | Votes blancs             | 5   | 1,78  |    |   |  |  |
| Votes nuls               | Votes nuls               | Votes nuls               | 6   | 2,14  |    |   |  |  |
| Total                    | Total                    | Total                    | 281 | 100   | 15 | 2 |  |  |
| Abstention               | Abstention               | Abstention               | 250 | 47.08 |    |   |  |  |
| Inscrits / participation | Inscrits / participation | Inscrits / participation | 531 | 52,92 |    |   |  |  |

### Dondas
- Maire sortant : Mario Dal Cin (SE)
- 11 sièges à pourvoir au conseil municipal (population légale 2017 : 214 habitants)
- 1 sièges à pourvoir au conseil communautaire (CA Agglomération d'Agen)

| Tête de liste            | Tête de liste            | Liste                    | Premier tour | Premier tour | second tour | second tour | Sièges | Sièges |
| Tête de liste            | Tête de liste            | Liste                    | Voix         | %            | Voix        | %           | CM     | CC     |
| ------------------------ | ------------------------ | ------------------------ | ------------ | ------------ | ----------- | ----------- | ------ | ------ |
|                          | Serge Berthoumieux       | SE                       | 87           | 83,65        | 67          | 100         | 11     | 1      |
|                          |                          |                          |              |              |             |             |        |        |
| Votes valides            | Votes valides            | Votes valides            | 104          | 99,05        | 67          | 88,16       |        |        |
| Votes blancs             | Votes blancs             | Votes blancs             | 0            | 0            | 4           | 5,26        |        |        |
| Votes nuls               | Votes nuls               | Votes nuls               | 1            | 0,95         | 5           | 6,58        |        |        |
| Total                    | Total                    | Total                    | 105          | 100          | 76          | 100         | 11     | 1      |
| Abstention               | Abstention               | Abstention               | 83           | 44,15        | 112         | 59,57       |        |        |
| Inscrits / participation | Inscrits / participation | Inscrits / participation | 188          | 55,85        | 188         | 40,43       |        |        |

### Doudrac
- Maire sortant : Jacques Bodin (DVG)
- 7 sièges à pourvoir au conseil municipal (population légale 2017 : 90 habitants)
- 1 sièges à pourvoir au conseil communautaire (CC des Bastides en Haut-Agenais Périgord)

|                          | Jacques Bodin            | DVG                      | 38 | 84,44 | 7 | 1 |  |  |
|                          |                          |                          |    |       |   |   |  |  |
| Votes valides            | Votes valides            | Votes valides            | 45 | 95,74 |   |   |  |  |
| Votes blancs             | Votes blancs             | Votes blancs             | 2  | 4,26  |   |   |  |  |
| Votes nuls               | Votes nuls               | Votes nuls               | 0  | 0     |   |   |  |  |
| Total                    | Total                    | Total                    | 47 | 100   | 7 | 1 |  |  |
| Abstention               | Abstention               | Abstention               | 17 | 26,56 |   |   |  |  |
| Inscrits / participation | Inscrits / participation | Inscrits / participation | 64 | 73,44 |   |   |  |  |

### Douzains
- Maire sortant : Marie-Claire Lagarde (SE)
- 11 sièges à pourvoir au conseil municipal (population légale 2017 : 269 habitants)
- 1 sièges à pourvoir au conseil communautaire (CC des Bastides en Haut-Agenais Périgord)

|                          | Jean-Pierre Dauta        | SE                       | 103 | 92,79 | 11 | 1 |  |  |
|                          |                          |                          |     |       |    |   |  |  |
| Votes valides            | Votes valides            | Votes valides            | 111 | 95,69 |    |   |  |  |
| Votes blancs             | Votes blancs             | Votes blancs             | 0   | 0     |    |   |  |  |
| Votes nuls               | Votes nuls               | Votes nuls               | 5   | 4,31  |    |   |  |  |
| Total                    | Total                    | Total                    | 116 | 100   | 11 | 1 |  |  |
| Abstention               | Abstention               | Abstention               | 67  | 36,61 |    |   |  |  |
| Inscrits / participation | Inscrits / participation | Inscrits / participation | 183 | 63,39 |    |   |  |  |

### Durance
- Maire sortant : Bernard Daude-Lagrave (SE)
- 11 sièges à pourvoir au conseil municipal (population légale 2017 : 293 habitants)
- 1 sièges à pourvoir au conseil communautaire (CC des Coteaux et Landes de Gascogne)

|                          | Bertrand Roblin          | SE                       | 136 | 90,67 | 11 | 1 |  |  |
|                          |                          |                          |     |       |    |   |  |  |
| Votes valides            | Votes valides            | Votes valides            | 150 | 96,77 |    |   |  |  |
| Votes blancs             | Votes blancs             | Votes blancs             | 0   | 0     |    |   |  |  |
| Votes nuls               | Votes nuls               | Votes nuls               | 5   | 3,23  |    |   |  |  |
| Total                    | Total                    | Total                    | 155 | 100   | 11 | 1 |  |  |
| Abstention               | Abstention               | Abstention               | 83  | 34,87 |    |   |  |  |
| Inscrits / participation | Inscrits / participation | Inscrits / participation | 238 | 65,13 |    |   |  |  |

### Duras
- Maire sortant : Bernadette Dreux (LR)
- 15 sièges à pourvoir au conseil municipal (population légale 2017 : 1 284 habitants)
- 6 sièges à pourvoir au conseil communautaire (CC du Pays de Duras)

|                          | Bernadette Dreux         | LR                       | 301 | 100   | 15 | 6 |  |  |
|                          |                          |                          |     |       |    |   |  |  |
| Votes valides            | Votes valides            | Votes valides            | 301 | 82,24 |    |   |  |  |
| Votes blancs             | Votes blancs             | Votes blancs             | 14  | 3,83  |    |   |  |  |
| Votes nuls               | Votes nuls               | Votes nuls               | 51  | 13,93 |    |   |  |  |
| Total                    | Total                    | Total                    | 366 | 100   | 15 | 6 |  |  |
| Abstention               | Abstention               | Abstention               | 467 | 56,06 |    |   |  |  |
| Inscrits / participation | Inscrits / participation | Inscrits / participation | 833 | 43,94 |    |   |  |  |

### Engayrac
- Maire sortant : Marie-France Salles (LREM)
- 11 sièges à pourvoir au conseil municipal (population légale 2017 : 169 habitants)
- 1 sièges à pourvoir au conseil communautaire (CA Agglomération d'Agen)

|                          | Marie-France Salles      | LREM                     | 73  | 91,25 | 11 | 1 |  |  |
|                          |                          |                          |     |       |    |   |  |  |
| Votes valides            | Votes valides            | Votes valides            | 80  | 97,56 |    |   |  |  |
| Votes blancs             | Votes blancs             | Votes blancs             | 0   | 0     |    |   |  |  |
| Votes nuls               | Votes nuls               | Votes nuls               | 2   | 2,44  |    |   |  |  |
| Total                    | Total                    | Total                    | 82  | 100   | 11 | 1 |  |  |
| Abstention               | Abstention               | Abstention               | 56  | 40,58 |    |   |  |  |
| Inscrits / participation | Inscrits / participation | Inscrits / participation | 138 | 59,42 |    |   |  |  |

### Escassefort
- Maire sortant : Christian Fraissinède (SE)
- 15 sièges à pourvoir au conseil municipal (population légale 2017 : 567 habitants)
- 1 sièges à pourvoir au conseil communautaire (CA Val de Garonne Agglomération)

|                          | Claude Lalande           | SE                       | 175 | 76,09 | 15 | 1 |  |  |
|                          |                          |                          |     |       |    |   |  |  |
| Votes valides            | Votes valides            | Votes valides            | 230 | 95,44 |    |   |  |  |
| Votes blancs             | Votes blancs             | Votes blancs             | 1   | 0,41  |    |   |  |  |
| Votes nuls               | Votes nuls               | Votes nuls               | 10  | 4,15  |    |   |  |  |
| Total                    | Total                    | Total                    | 241 | 100   | 15 | 1 |  |  |
| Abstention               | Abstention               | Abstention               | 235 | 49,37 |    |   |  |  |
| Inscrits / participation | Inscrits / participation | Inscrits / participation | 476 | 50,63 |    |   |  |  |

### Esclottes
- Maire sortant : Érick Seillier (SE)
- 11 sièges à pourvoir au conseil municipal (population légale 2017 : 151 habitants)
- 1 sièges à pourvoir au conseil communautaire (CC du Pays de Duras)

|                          | Érick Seillier           | SE                       | 77  | 95,06 | 11 | 1 |  |  |
|                          |                          |                          |     |       |    |   |  |  |
| Votes valides            | Votes valides            | Votes valides            | 81  | 98,78 |    |   |  |  |
| Votes blancs             | Votes blancs             | Votes blancs             | 0   | 0     |    |   |  |  |
| Votes nuls               | Votes nuls               | Votes nuls               | 1   | 1,22  |    |   |  |  |
| Total                    | Total                    | Total                    | 82  | 100   | 11 | 1 |  |  |
| Abstention               | Abstention               | Abstention               | 46  | 35,94 |    |   |  |  |
| Inscrits / participation | Inscrits / participation | Inscrits / participation | 128 | 64,06 |    |   |  |  |

### Espiens
- Maire sortant : Daniel Calbo (SE)
- 11 sièges à pourvoir au conseil municipal (population légale 2017 : 374 habitants)
- 1 sièges à pourvoir au conseil communautaire (CC Albret Communauté)

|                          | Serge Larroche           | SE                       | 140 | 94,59 | 11 | 1 |  |  |
|                          |                          |                          |     |       |    |   |  |  |
| Votes valides            | Votes valides            | Votes valides            | 148 | 98,67 |    |   |  |  |
| Votes blancs             | Votes blancs             | Votes blancs             | 0   | 0     |    |   |  |  |
| Votes nuls               | Votes nuls               | Votes nuls               | 2   | 1,33  |    |   |  |  |
| Total                    | Total                    | Total                    | 150 | 100   | 11 | 1 |  |  |
| Abstention               | Abstention               | Abstention               | 141 | 48,45 |    |   |  |  |
| Inscrits / participation | Inscrits / participation | Inscrits / participation | 291 | 51,55 |    |   |  |  |

### Estillac
- Maire sortant : Jean-Marc Gilly (DVD)
- 19 sièges à pourvoir au conseil municipal (population légale 2017 : 2 007 habitants)
- 1 sièges à pourvoir au conseil communautaire (CA Agglomération d'Agen)

|                          | Jean-Marc Gilly          | DVD                      | 493   | 100   | 19 | 1 |  |  |
|                          |                          |                          |       |       |    |   |  |  |
| Votes valides            | Votes valides            | Votes valides            | 493   | 89,31 |    |   |  |  |
| Votes blancs             | Votes blancs             | Votes blancs             | 21    | 3,80  |    |   |  |  |
| Votes nuls               | Votes nuls               | Votes nuls               | 38    | 6,88  |    |   |  |  |
| Total                    | Total                    | Total                    | 552   | 100   | 19 | 1 |  |  |
| Abstention               | Abstention               | Abstention               | 1 001 | 64,46 |    |   |  |  |
| Inscrits / participation | Inscrits / participation | Inscrits / participation | 1 553 | 35,54 |    |   |  |  |

### Fals
- Maire sortant : Claude Sarramiac (PRG)
- 11 sièges à pourvoir au conseil municipal (population légale 2017 : 378 habitants)
- 0 sièges à pourvoir au conseil communautaire (CA Agglomération d'Agen)

|                          | Jean-Pierre Benazet      | SE                       | 143 | 58,13 | 11 | 0 |  |  |
|                          | Stéphanie Filippi        | SE                       | 91  | 36,99 | 0  | 0 |  |  |
|                          |                          |                          |     |       |    |   |  |  |
| Votes valides            | Votes valides            | Votes valides            | 246 | 98,80 |    |   |  |  |
| Votes blancs             | Votes blancs             | Votes blancs             | 1   | 0,40  |    |   |  |  |
| Votes nuls               | Votes nuls               | Votes nuls               | 2   | 0,80  |    |   |  |  |
| Total                    | Total                    | Total                    | 249 | 100   | 11 | 0 |  |  |
| Abstention               | Abstention               | Abstention               | 72  | 22,43 |    |   |  |  |
| Inscrits / participation | Inscrits / participation | Inscrits / participation | 321 | 77,57 |    |   |  |  |

### Fargues-sur-Ourbise
- Maire sortant : Michel Ponthoreau (PCF)
- 11 sièges à pourvoir au conseil municipal (population légale 2017 : 344 habitants)
- 1 sièges à pourvoir au conseil communautaire (CC des Coteaux et Landes de Gascogne)

|                          | Michel Ponthoreau        | PCF                      | 178 | 92,23 | 11 | 1 |  |  |
|                          |                          |                          |     |       |    |   |  |  |
| Votes valides            | Votes valides            | Votes valides            | 193 | 97,97 |    |   |  |  |
| Votes blancs             | Votes blancs             | Votes blancs             | 0   | 0     |    |   |  |  |
| Votes nuls               | Votes nuls               | Votes nuls               | 4   | 2,03  |    |   |  |  |
| Total                    | Total                    | Total                    | 197 | 100   | 11 | 1 |  |  |
| Abstention               | Abstention               | Abstention               | 112 | 36,25 |    |   |  |  |
| Inscrits / participation | Inscrits / participation | Inscrits / participation | 309 | 63,75 |    |   |  |  |

### Fauguerolles
- Maire sortant : Maryline de Parscau (DVG)
- 15 sièges à pourvoir au conseil municipal (population légale 2017 : 790 habitants)
- 1 sièges à pourvoir au conseil communautaire (CA Val de Garonne Agglomération)

|                          | Maryline de Parscau      | DVG                      | 229 | 78,69 | 15 | 1 |  |  |
|                          | Gaëtan Duhoux            | SE                       | 71  | 24,40 | 0  | 0 |  |  |
|                          |                          |                          |     |       |    |   |  |  |
| Votes valides            | Votes valides            | Votes valides            | 291 | 96,36 |    |   |  |  |
| Votes blancs             | Votes blancs             | Votes blancs             | 3   | 0,99  |    |   |  |  |
| Votes nuls               | Votes nuls               | Votes nuls               | 8   | 2,65  |    |   |  |  |
| Total                    | Total                    | Total                    | 302 | 100   | 15 | 1 |  |  |
| Abstention               | Abstention               | Abstention               | 146 | 32,59 |    |   |  |  |
| Inscrits / participation | Inscrits / participation | Inscrits / participation | 448 | 67,41 |    |   |  |  |

### Fauillet
- Maire sortant : Gilbert Dufourg (SE)
- 15 sièges à pourvoir au conseil municipal (population légale 2017 : 848 habitants)
- 1 sièges à pourvoir au conseil communautaire (CA Val de Garonne Agglomération)

|                          | Gilbert Dufourg          | SE                       | 309 | 89,83 | 15 | 1 |  |  |
|                          |                          |                          |     |       |    |   |  |  |
| Votes valides            | Votes valides            | Votes valides            | 344 | 97,18 |    |   |  |  |
| Votes blancs             | Votes blancs             | Votes blancs             | 2   | 0,56  |    |   |  |  |
| Votes nuls               | Votes nuls               | Votes nuls               | 8   | 2,26  |    |   |  |  |
| Total                    | Total                    | Total                    | 354 | 100   | 15 | 1 |  |  |
| Abstention               | Abstention               | Abstention               | 279 | 44,08 |    |   |  |  |
| Inscrits / participation | Inscrits / participation | Inscrits / participation | 633 | 55,92 |    |   |  |  |

### Ferrensac
- Maire sortant : André Cots  (DVG)
- 11 sièges à pourvoir au conseil municipal (population légale 2017 : 211 habitants)
- 1 sièges à pourvoir au conseil communautaire (CC des Bastides en Haut-Agenais Périgord)

| Tête de liste            | Tête de liste            | Liste                    | Premier tour | Premier tour | Second tour | Second tour | Sièges | Sièges |
| Tête de liste            | Tête de liste            | Liste                    | Voix         | %            | Voix        | %           | CM     | CC     |
| ------------------------ | ------------------------ | ------------------------ | ------------ | ------------ | ----------- | ----------- | ------ | ------ |
|                          | Jean-Pierre Paillé       | SE                       | 85           | 89,47        | 29          | 100         | 11     | 1      |
|                          |                          |                          |              |              |             |             |        |        |
| Votes valides            | Votes valides            | Votes valides            | 95           | 96,94        | 29          | 32,22       |        |        |
| Votes blancs             | Votes blancs             | Votes blancs             | 1            | 1,02         | 5           | 5,56        |        |        |
| Votes nuls               | Votes nuls               | Votes nuls               | 2            | 2,04         | 56          | 62,22       |        |        |
| Total                    | Total                    | Total                    | 98           | 100          | 90          | 100         | 11     | 1      |
| Abstention               | Abstention               | Abstention               | 62           | 38,75        | 71          | 44,10       |        |        |
| Inscrits / participation | Inscrits / participation | Inscrits / participation | 160          | 61,25        | 161         | 55,90       |        |        |

### Feugarolles
- Maire sortant : Jean-François Garrabos  (DVG)
- 15 sièges à pourvoir au conseil municipal (population légale 2017 : 993 habitants)
- 1 sièges à pourvoir au conseil communautaire (CC Albret Communauté)

|                          | Jean-François Garrabos   | DVG                      | 305 | 74,57 | 15 | 1 |  |  |
|                          | Michel Dubernet          | SE                       | 88  | 21,52 | 0  | 0 |  |  |
|                          |                          |                          |     |       |    |   |  |  |
| Votes valides            | Votes valides            | Votes valides            | 409 | 98,55 |    |   |  |  |
| Votes blancs             | Votes blancs             | Votes blancs             | 1   | 0,24  |    |   |  |  |
| Votes nuls               | Votes nuls               | Votes nuls               | 5   | 1,20  |    |   |  |  |
| Total                    | Total                    | Total                    | 415 | 100   | 11 | 1 |  |  |
| Abstention               | Abstention               | Abstention               | 229 | 35,56 |    |   |  |  |
| Inscrits / participation | Inscrits / participation | Inscrits / participation | 644 | 64,44 |    |   |  |  |

### Fieux
- Maire sortant : Michel Cazeneuve  (SE)
- 11 sièges à pourvoir au conseil municipal (population légale 2017 : 351 habitants)
- 1 sièges à pourvoir au conseil communautaire (CC Albret Communauté)

|                          | Joël Bernard Arevalillo  | SE                       | 132 | 94,96 | 11 | 1 |  |  |
|                          |                          |                          |     |       |    |   |  |  |
| Votes valides            | Votes valides            | Votes valides            | 139 | 99,29 |    |   |  |  |
| Votes blancs             | Votes blancs             | Votes blancs             | 0   | 0     |    |   |  |  |
| Votes nuls               | Votes nuls               | Votes nuls               | 1   | 0,71  |    |   |  |  |
| Total                    | Total                    | Total                    | 140 | 100   | 11 | 1 |  |  |
| Abstention               | Abstention               | Abstention               | 136 | 49,28 |    |   |  |  |
| Inscrits / participation | Inscrits / participation | Inscrits / participation | 276 | 50,72 |    |   |  |  |

### Fongrave
- Maire sortant : Pierre-Jean Fougeyrollas (PS)
- 15 sièges à pourvoir au conseil municipal (population légale 2017 : 625 habitants)
- 2 sièges à pourvoir au conseil communautaire (CA du Grand Villeneuvois)

|                          | Laurent Periquet         | SE                       | 221 | 93,64 | 15 | 2 |  |  |
|                          |                          |                          |     |       |    |   |  |  |
| Votes valides            | Votes valides            | Votes valides            | 236 | 89,73 |    |   |  |  |
| Votes blancs             | Votes blancs             | Votes blancs             | 4   | 1,52  |    |   |  |  |
| Votes nuls               | Votes nuls               | Votes nuls               | 23  | 8,75  |    |   |  |  |
| Total                    | Total                    | Total                    | 263 | 100   | 15 | 2 |  |  |
| Abstention               | Abstention               | Abstention               | 207 | 44,04 |    |   |  |  |
| Inscrits / participation | Inscrits / participation | Inscrits / participation | 470 | 55,96 |    |   |  |  |

### Fourques-sur-Garonne
- Maire sortant : Jacques Bilirit (PS)
- 15 sièges à pourvoir au conseil municipal (population légale 2017 : habitants 1 318)
- 2 sièges à pourvoir au conseil communautaire (CA Val de Garonne Agglomération)

|                          | Jacques Bilirit          | PS                       | 408   | 100   | 15 | 2 |  |  |
|                          |                          |                          |       |       |    |   |  |  |
| Votes valides            | Votes valides            | Votes valides            | 408   | 83,78 |    |   |  |  |
| Votes blancs             | Votes blancs             | Votes blancs             | 7     | 1,44  |    |   |  |  |
| Votes nuls               | Votes nuls               | Votes nuls               | 72    | 14,78 |    |   |  |  |
| Total                    | Total                    | Total                    | 487   | 100   | 15 | 2 |  |  |
| Abstention               | Abstention               | Abstention               | 551   | 53,08 |    |   |  |  |
| Inscrits / participation | Inscrits / participation | Inscrits / participation | 1 038 | 46,92 |    |   |  |  |

### Francescas
- Maire sortant : Paulette Laborde (SE)
- 15 sièges à pourvoir au conseil municipal (population légale 2017 : 747 habitants)
- 1 sièges à pourvoir au conseil communautaire (CC Albret Communauté)

|                          | Paulette Laborde         | SE                       | 306 | 95,03 | 15 | 1 |  |  |
|                          |                          |                          |     |       |    |   |  |  |
| Votes valides            | Votes valides            | Votes valides            | 322 | 98,47 |    |   |  |  |
| Votes blancs             | Votes blancs             | Votes blancs             | 4   | 1,22  |    |   |  |  |
| Votes nuls               | Votes nuls               | Votes nuls               | 1   | 0,31  |    |   |  |  |
| Total                    | Total                    | Total                    | 327 | 100   | 15 | 1 |  |  |
| Abstention               | Abstention               | Abstention               | 209 | 38,99 |    |   |  |  |
| Inscrits / participation | Inscrits / participation | Inscrits / participation | 536 | 61,01 |    |   |  |  |

### Fréchou
- Maire sortant : Pierre Dagras (DVD)
- 11 sièges à pourvoir au conseil municipal (population légale 2017 : 229 habitants)
- 1 sièges à pourvoir au conseil communautaire (CC Albret Communauté)

|                          | André Apparitio          | SE                       | 96  | 94,12 | 11 | 1 |  |  |
|                          |                          |                          |     |       |    |   |  |  |
| Votes valides            | Votes valides            | Votes valides            | 102 | 96,23 |    |   |  |  |
| Votes blancs             | Votes blancs             | Votes blancs             | 0   | 0     |    |   |  |  |
| Votes nuls               | Votes nuls               | Votes nuls               | 4   | 3,77  |    |   |  |  |
| Total                    | Total                    | Total                    | 106 | 100   | 11 | 1 |  |  |
| Abstention               | Abstention               | Abstention               | 85  | 44,50 |    |   |  |  |
| Inscrits / participation | Inscrits / participation | Inscrits / participation | 191 | 55,50 |    |   |  |  |

### Frégimont
- Maire sortant : Alain Paladin  (SE)
- 11 sièges à pourvoir au conseil municipal (population légale 2017 : 258 habitants)
- 1 sièges à pourvoir au conseil communautaire (CC du Confluent et des Coteaux de Prayssas)

|                          | Alain Paladin            | SE                       | 97  | 61,01 | 11 | 1 |  |  |
|                          | Evelyne Gatounes         | SE                       | 64  | 40,25 | 0  | 0 |  |  |
|                          |                          |                          |     |       |    |   |  |  |
| Votes valides            | Votes valides            | Votes valides            | 159 | 98,76 |    |   |  |  |
| Votes blancs             | Votes blancs             | Votes blancs             | 1   | 0,62  |    |   |  |  |
| Votes nuls               | Votes nuls               | Votes nuls               | 1   | 0,62  |    |   |  |  |
| Total                    | Total                    | Total                    | 161 | 100   | 11 | 1 |  |  |
| Abstention               | Abstention               | Abstention               | 44  | 21,46 |    |   |  |  |
| Inscrits / participation | Inscrits / participation | Inscrits / participation | 205 | 78,54 |    |   |  |  |

### Frespech
- Maire sortant :  	Béatrice Giraud (SE)
- 11 sièges à pourvoir au conseil municipal (population légale 2017 : 293 habitants)
- 1 sièges à pourvoir au conseil communautaire (CC Fumel Vallée du Lot)

|                          | Béatrice Giraud          | SE                       | 124 | 69,27 | 11 | 1 |  |  |
|                          | Yves Boissière           | SE                       | 52  | 29,05 | 0  | 0 |  |  |
|                          |                          |                          |     |       |    |   |  |  |
| Votes valides            | Votes valides            | Votes valides            | 179 | 97,28 |    |   |  |  |
| Votes blancs             | Votes blancs             | Votes blancs             | 2   | 1,09  |    |   |  |  |
| Votes nuls               | Votes nuls               | Votes nuls               | 3   | 1,63  |    |   |  |  |
| Total                    | Total                    | Total                    | 184 | 100   | 11 | 1 |  |  |
| Abstention               | Abstention               | Abstention               | 38  | 17,12 |    |   |  |  |
| Inscrits / participation | Inscrits / participation | Inscrits / participation | 222 | 82,88 |    |   |  |  |

### Galapian
- Maire sortant : Pierre Lapeyre  (SE)
- 11 sièges à pourvoir au conseil municipal (population légale 2017 : 316 habitants)
- 1 sièges à pourvoir au conseil communautaire (CC du Confluent et des Coteaux de Prayssas)

| Tête de liste            | Tête de liste            | Liste                    | Premier tour | Premier tour | Second tour | Second tour | Sièges | Sièges |
| Tête de liste            | Tête de liste            | Liste                    | Voix         | %            | Voix        | %           | CM     | CC     |
| ------------------------ | ------------------------ | ------------------------ | ------------ | ------------ | ----------- | ----------- | ------ | ------ |
|                          | Georges Lebon            | SE                       | 107          | 55,44        | 131         | 64,85       | 11     | 1      |
|                          | Jean-Luc Pagat           | SE                       | 82           | 42,49        | 24          | 11,88       | 0      | 0      |
|                          |                          |                          |              |              |             |             |        |        |
| Votes valides            | Votes valides            | Votes valides            | 193          | 99,48        | 202         | 95,73       |        |        |
| Votes blancs             | Votes blancs             | Votes blancs             | 0            | 0            | 5           | 2,37        |        |        |
| Votes nuls               | Votes nuls               | Votes nuls               | 1            | 0,52         | 4           | 1,90        |        |        |
| Total                    | Total                    | Total                    | 194          | 100          | 211         | 100         | 11     | 1      |
| Abstention               | Abstention               | Abstention               | 79           | 28,94        | 63          | 22,99       |        |        |
| Inscrits / participation | Inscrits / participation | Inscrits / participation | 273          | 71,06        | 274         | 77,01       |        |        |

### Gaujac
- Maire sortant : Jean-François Thoumazeau (SE)
- 11 sièges à pourvoir au conseil municipal (population légale 2017 : 255 habitants)
- 1 sièges à pourvoir au conseil communautaire (CA Val de Garonne Agglomération)

|                          | Jean-François Thoumazeau | SE                       | 95  | 87,16 | 11 | 1 |  |  |
|                          |                          |                          |     |       |    |   |  |  |
| Votes valides            | Votes valides            | Votes valides            | 109 | 96,46 |    |   |  |  |
| Votes blancs             | Votes blancs             | Votes blancs             | 3   | 2,65  |    |   |  |  |
| Votes nuls               | Votes nuls               | Votes nuls               | 1   | 0,88  |    |   |  |  |
| Total                    | Total                    | Total                    | 113 | 100   | 11 | 1 |  |  |
| Abstention               | Abstention               | Abstention               | 83  | 42,35 |    |   |  |  |
| Inscrits / participation | Inscrits / participation | Inscrits / participation | 196 | 57,65 |    |   |  |  |

### Gavaudun
- Maire sortant : Éric Congé  (PS)
- 11 sièges à pourvoir au conseil municipal (population légale 2017 : 284 habitants)
- 1 sièges à pourvoir au conseil communautaire (CC des Bastides en Haut-Agenais Périgord)

| Tête de liste            | Tête de liste            | Liste                    | Premier tour | Premier tour | Second tour | Second tour | Sièges | Sièges |
| Tête de liste            | Tête de liste            | Liste                    | Voix         | %            | Voix        | %           | CM     | CC     |
| ------------------------ | ------------------------ | ------------------------ | ------------ | ------------ | ----------- | ----------- | ------ | ------ |
|                          | Adrien Teyssedou         | SE                       | 100          | 49,26        | 63          | 34,43       | 9      | 1      |
|                          | Éric Congé               | PS                       | 87           | 42,86        | 15          | 8,15        | 2      | 0      |
|                          |                          |                          |              |              |             |             |        |        |
| Votes valides            | Votes valides            | Votes valides            | 203          | 97,13        | 184         | 92,46       |        |        |
| Votes blancs             | Votes blancs             | Votes blancs             | 0            | 0            | 9           | 4,52        |        |        |
| Votes nuls               | Votes nuls               | Votes nuls               | 6            | 2,87         | 6           | 3,02        |        |        |
| Total                    | Total                    | Total                    | 209          | 100          | 199         | 100         | 11     | 1      |
| Abstention               | Abstention               | Abstention               | 32           | 13,28        | 41          | 17,08       |        |        |
| Inscrits / participation | Inscrits / participation | Inscrits / participation | 241          | 86,72        | 240         | 82,92       |        |        |

### Gontaud-de-Nogaret
- Maire sortant : Thierry Constans (UDI)
- 19 sièges à pourvoir au conseil municipal (population légale 2017 : 1 695 habitants)
- 2 sièges à pourvoir au conseil communautaire (CA Val de Garonne Agglomération)

|                          | Christian Jambon         | SE                       | 462   | 58,25 | 15 | 2 |  |  |
|                          | Christophe Augustin      | SE                       | 331   | 41,74 | 4  | 0 |  |  |
|                          |                          |                          |       |       |    |   |  |  |
| Votes valides            | Votes valides            | Votes valides            | 793   | 96,59 |    |   |  |  |
| Votes blancs             | Votes blancs             | Votes blancs             | 6     | 0,73  |    |   |  |  |
| Votes nuls               | Votes nuls               | Votes nuls               | 22    | 2,68  |    |   |  |  |
| Total                    | Total                    | Total                    | 821   | 100   | 19 | 2 |  |  |
| Abstention               | Abstention               | Abstention               | 415   | 33,58 |    |   |  |  |
| Inscrits / participation | Inscrits / participation | Inscrits / participation | 1 236 | 66,42 |    |   |  |  |

### Granges-sur-Lot
- Maire sortant : Jean-Marie Boé (SE)
- 15 sièges à pourvoir au conseil municipal (population légale 2017 : 596 habitants)
- 1 sièges à pourvoir au conseil communautaire (CC du Confluent et des Coteaux de Prayssas)

|                          | Jean-Marie Boé           | SE                       | 179 | 84,43 | 11 | 1 |  |  |
|                          |                          |                          |     |       |    |   |  |  |
| Votes valides            | Votes valides            | Votes valides            | 212 | 98,15 |    |   |  |  |
| Votes blancs             | Votes blancs             | Votes blancs             | 3   | 1,39  |    |   |  |  |
| Votes nuls               | Votes nuls               | Votes nuls               | 1   | 0,46  |    |   |  |  |
| Total                    | Total                    | Total                    | 216 | 100   | 11 | 1 |  |  |
| Abstention               | Abstention               | Abstention               | 218 | 50,23 |    |   |  |  |
| Inscrits / participation | Inscrits / participation | Inscrits / participation | 434 | 49,77 |    |   |  |  |

### Grateloup-Saint-Gayrand
- Maire sortant : Alain Prédur (DVG)
- 11 sièges à pourvoir au conseil municipal (population légale 2017 : 428 habitants)
- 1 sièges à pourvoir au conseil communautaire (CA Val de Garonne Agglomération)

|                          | Nadine Zanardo           | SE                       | 197 | 97,04 | 11 | 1 |  |  |
|                          |                          |                          |     |       |    |   |  |  |
| Votes valides            | Votes valides            | Votes valides            | 203 | 95,31 |    |   |  |  |
| Votes blancs             | Votes blancs             | Votes blancs             | 3   | 1,41  |    |   |  |  |
| Votes nuls               | Votes nuls               | Votes nuls               | 7   | 3,29  |    |   |  |  |
| Total                    | Total                    | Total                    | 213 | 100   | 11 | 1 |  |  |
| Abstention               | Abstention               | Abstention               | 153 | 41,80 |    |   |  |  |
| Inscrits / participation | Inscrits / participation | Inscrits / participation | 366 | 58,20 |    |   |  |  |

### Grayssas
- Maire sortant : Marie-Christine Cluchier (SE)
- 11 sièges à pourvoir au conseil municipal (population légale 2017 : 130 habitants)
- 1 sièges à pourvoir au conseil communautaire (CC des Deux Rives)

|                          | Marie-Christine Cluchier | SE                       | 84  | 91,30 | 11 | 1 |  |  |
|                          |                          |                          |     |       |    |   |  |  |
| Votes valides            | Votes valides            | Votes valides            | 92  | 100   |    |   |  |  |
| Votes blancs             | Votes blancs             | Votes blancs             | 0   | 0     |    |   |  |  |
| Votes nuls               | Votes nuls               | Votes nuls               | 0   | 0     |    |   |  |  |
| Total                    | Total                    | Total                    | 92  | 100   | 11 | 1 |  |  |
| Abstention               | Abstention               | Abstention               | 23  | 20    |    |   |  |  |
| Inscrits / participation | Inscrits / participation | Inscrits / participation | 115 | 80    |    |   |  |  |

### Grézet-Cavagnan
- Maire sortant : Georges Rodier (SE)
- 11 sièges à pourvoir au conseil municipal (population légale 2017 : 385 habitants)
- 1 sièges à pourvoir au conseil communautaire (CC des Coteaux et Landes de Gascogne)

| Tête de liste            | Tête de liste            | Liste                    | Premier tour | Premier tour | Second tour | Second tour | Sièges | Sièges |
| Tête de liste            | Tête de liste            | Liste                    | Voix         | %            | Voix        | %           | CM     | CC     |
| ------------------------ | ------------------------ | ------------------------ | ------------ | ------------ | ----------- | ----------- | ------ | ------ |
|                          | Aymeric Dupuy            | SE                       | 118          | 53,88        | 107         | 59,78       | 11     | 1      |
|                          | Olivier Menara           | SE                       | 96           | 43,83        | 72          | 40,22       | 0      | 0      |
|                          |                          |                          |              |              |             |             |        |        |
| Votes valides            | Votes valides            | Votes valides            | 219          | 97,77        | 179         | 99,44       |        |        |
| Votes blancs             | Votes blancs             | Votes blancs             | 0            | 0            | 0           | 0           |        |        |
| Votes nuls               | Votes nuls               | Votes nuls               | 5            | 2,23         | 1           | 0,56        |        |        |
| Total                    | Total                    | Total                    | 224          | 100          | 180         | 100         | 11     | 1      |
| Abstention               | Abstention               | Abstention               | 78           | 25,83        | 122         | 40,40       |        |        |
| Inscrits / participation | Inscrits / participation | Inscrits / participation | 302          | 74,17        | 302         | 59,60       |        |        |

### Guérin
- Maire sortant : Rose-Marie Lainard (MPF)
- 11 sièges à pourvoir au conseil municipal (population légale 2017 : 249 habitants)
- 1 sièges à pourvoir au conseil communautaire (CC des Coteaux et Landes de Gascogne)

|                          | Marjorie Lassus          | SE                       | 136 | 95,10 | 11 | 1 |  |  |
|                          |                          |                          |     |       |    |   |  |  |
| Votes valides            | Votes valides            | Votes valides            | 143 | 99,31 |    |   |  |  |
| Votes blancs             | Votes blancs             | Votes blancs             | 1   | 0,69  |    |   |  |  |
| Votes nuls               | Votes nuls               | Votes nuls               | 0   | 0     |    |   |  |  |
| Total                    | Total                    | Total                    | 144 | 100   | 11 | 1 |  |  |
| Abstention               | Abstention               | Abstention               | 62  | 30,10 |    |   |  |  |
| Inscrits / participation | Inscrits / participation | Inscrits / participation | 206 | 69,90 |    |   |  |  |

### Hautefage-la-Tour
- Maire sortant : Guy Victor (PCF)
- 15 sièges à pourvoir au conseil municipal (population légale 2017 : 993 habitants)
- 2 sièges à pourvoir au conseil communautaire (CA du Grand Villeneuvois)

|                          | Jean-Marie Lafosse       | PCF                      | 244 | 59,95 | 15 | 2 |  |  |
|                          | Pascal Pilles            | SE                       | 157 | 38,57 | 0  | 0 |  |  |
|                          |                          |                          |     |       |    |   |  |  |
| Votes valides            | Votes valides            | Votes valides            | 407 | 97,84 |    |   |  |  |
| Votes blancs             | Votes blancs             | Votes blancs             | 3   | 0,72  |    |   |  |  |
| Votes nuls               | Votes nuls               | Votes nuls               | 6   | 1,44  |    |   |  |  |
| Total                    | Total                    | Total                    | 416 | 100   | 15 | 2 |  |  |
| Abstention               | Abstention               | Abstention               | 267 | 60,91 |    |   |  |  |
| Inscrits / participation | Inscrits / participation | Inscrits / participation | 683 | 60,91 |    |   |  |  |

### Hautesvignes
- Maire sortant : Pascal Andrieux (SE)
- 11 sièges à pourvoir au conseil municipal (population légale 2017 : 177 habitants)
- 1 sièges à pourvoir au conseil communautaire (CC Lot et Tolzac)

|                          | Pascal Andrieux          | SE                       | 83  | 91,21 | 11 | 1 |  |  |
|                          |                          |                          |     |       |    |   |  |  |
| Votes valides            | Votes valides            | Votes valides            | 91  | 100   |    |   |  |  |
| Votes blancs             | Votes blancs             | Votes blancs             | 0   | 0     |    |   |  |  |
| Votes nuls               | Votes nuls               | Votes nuls               | 0   | 0     |    |   |  |  |
| Total                    | Total                    | Total                    | 91  | 100   | 11 | 1 |  |  |
| Abstention               | Abstention               | Abstention               | 41  | 31,06 |    |   |  |  |
| Inscrits / participation | Inscrits / participation | Inscrits / participation | 132 | 68,94 |    |   |  |  |

### Houeillès
- Maire sortant : Chrystel Colmagro (DVG)
- 15 sièges à pourvoir au conseil municipal (population légale 2017 : 569 habitants)
- 1 sièges à pourvoir au conseil communautaire (CC des Coteaux et Landes de Gascogne)

|                          | Chrystel Colmagro        | DVG                      | 226 | 87,60 | 15 | 1 |  |  |
|                          |                          |                          |     |       |    |   |  |  |
| Votes valides            | Votes valides            | Votes valides            | 258 | 93,14 |    |   |  |  |
| Votes blancs             | Votes blancs             | Votes blancs             | 6   | 2,17  |    |   |  |  |
| Votes nuls               | Votes nuls               | Votes nuls               | 13  | 4,69  |    |   |  |  |
| Total                    | Total                    | Total                    | 277 | 100   | 15 | 1 |  |  |
| Abstention               | Abstention               | Abstention               | 172 | 38,31 |    |   |  |  |
| Inscrits / participation | Inscrits / participation | Inscrits / participation | 449 | 61,69 |    |   |  |  |

### Jusix
- Maire sortant : Michel Guignan (DVD)
- 11 sièges à pourvoir au conseil municipal (population légale 2017 : 116 habitants)
- 1 sièges à pourvoir au conseil communautaire (CA Val de Garonne Agglomération)

|                          | Laurent Capelle          | SE                       | 39 | 84,78 | 11 | 1 |  |  |
|                          |                          |                          |    |       |    |   |  |  |
| Votes valides            | Votes valides            | Votes valides            | 46 | 93,88 |    |   |  |  |
| Votes blancs             | Votes blancs             | Votes blancs             | 1  | 2,04  |    |   |  |  |
| Votes nuls               | Votes nuls               | Votes nuls               | 2  | 4,08  |    |   |  |  |
| Total                    | Total                    | Total                    | 49 | 100   | 11 | 1 |  |  |
| Abstention               | Abstention               | Abstention               | 36 | 42,35 |    |   |  |  |
| Inscrits / participation | Inscrits / participation | Inscrits / participation | 85 | 57,65 |    |   |  |  |

### Lavardac
- Maire sortant : Philippe BARRERE (DVD)
- 19 sièges à pourvoir au conseil municipal (population légale 2017 : habitants 2 260)
- 4 sièges à pourvoir au conseil communautaire (CC Albret Communauté)

|                          | Ludovic Biasotto         | DVG                      | 654   | 63,93 | 16 | 3 |  |  |
|                          | Philippe Barrere         | DVD                      | 369   | 36,07 | 3  | 1 |  |  |
|                          |                          |                          |       |       |    |   |  |  |
| Votes valides            | Votes valides            | Votes valides            | 1 023 | 97,33 |    |   |  |  |
| Votes blancs             | Votes blancs             | Votes blancs             | 7     | 0,67  |    |   |  |  |
| Votes nuls               | Votes nuls               | Votes nuls               | 21    | 2     |    |   |  |  |
| Total                    | Total                    | Total                    | 1 051 | 100   | 19 | 4 |  |  |
| Abstention               | Abstention               | Abstention               | 717   | 40,55 |    |   |  |  |
| Inscrits / participation | Inscrits / participation | Inscrits / participation | 1 768 | 59,45 |    |   |  |  |

### Meilhan-sur-Garonne
- Maire sortant : Régine Povéda (PS)
- 15 sièges à pourvoir au conseil municipal (population légale 2017 : habitants 1 326)
- 1 sièges à pourvoir au conseil communautaire (CA Val de Garonne Agglomération)

|                          | Régine Povéda             | PS                       | 316 | 50,65 | 12 | 1 |  |  |
|                          | Jean Barbe                | DVD                      | 201 | 32,21 | 2  | 0 |  |  |
|                          | Fabienne Guipouy-Lafargue | SE                       | 107 | 17,15 | 1  | 0 |  |  |
|                          |                           |                          |     |       |    |   |  |  |
| Votes valides            | Votes valides             | Votes valides            | 624 | 95,26 |    |   |  |  |
| Votes blancs             | Votes blancs              | Votes blancs             | 15  | 2,19  |    |   |  |  |
| Votes nuls               | Votes nuls                | Votes nuls               | 16  | 2,44  |    |   |  |  |
| Total                    | Total                     | Total                    | 655 | 100   | 15 | 1 |  |  |
| Abstention               | Abstention                | Abstention               | 264 | 28,73 |    |   |  |  |
| Inscrits / participation | Inscrits / participation  | Inscrits / participation | 919 | 71,27 |    |   |  |  |

### Mézin
- Maire sortant : Jacques Lambert (DVD)
- 33 sièges à pourvoir au conseil municipal (population légale 2017 : 1 554 habitants)
- 21 sièges à pourvoir au conseil communautaire (CC Albret Communauté)

|                          | Jacques Lambert          | DVD                      | 415   | 65,45 | 16 | 3  |  |  |
|                          | Jean-Michel Manabera     | DVD                      | 219   | 34,54 | 3  | 0  |  |  |
|                          |                          |                          |       |       |    |    |  |  |
| Votes valides            | Votes valides            | Votes valides            | 634   | 93,79 |    |    |  |  |
| Votes blancs             | Votes blancs             | Votes blancs             | 5     | 0,74  |    |    |  |  |
| Votes nuls               | Votes nuls               | Votes nuls               | 37    | 5,47  |    |    |  |  |
| Total                    | Total                    | Total                    | 676   | 100   | 33 | 21 |  |  |
| Abstention               | Abstention               | Abstention               | 348   | 33,98 |    |    |  |  |
| Inscrits / participation | Inscrits / participation | Inscrits / participation | 1 024 | 66,02 |    |    |  |  |

### Sainte-Maure-de-Peyriac
- Maire sortant : Robert Linossier (SE)
- 11 sièges à pourvoir au conseil municipal (population légale 2017 : 332 habitants)
- 1 sièges à pourvoir au conseil communautaire (CC Albret Communauté)

|                          | Robert Linossier         | SE                       | 142 | 87,12 | 11 | 1 |  |  |
|                          |                          |                          |     |       |    |   |  |  |
| Votes valides            | Votes valides            | Votes valides            | 162 | 99,39 |    |   |  |  |
| Votes blancs             | Votes blancs             | Votes blancs             | 1   | 0,61  |    |   |  |  |
| Votes nuls               | Votes nuls               | Votes nuls               | 0   | 0     |    |   |  |  |
| Total                    | Total                    | Total                    | 163 | 100   | 11 | 1 |  |  |
| Abstention               | Abstention               | Abstention               | 101 | 38,26 |    |   |  |  |
| Inscrits / participation | Inscrits / participation | Inscrits / participation | 163 | 61,74 |    |   |  |  |

### Sos
- Maire sortant : Didier Soubiron (SE)
- 15 sièges à pourvoir au conseil municipal (population légale 2017 : habitants 664)
- 1 sièges à pourvoir au conseil communautaire (CC Albret Communauté)

|                          | Didier Soubiron          | SE                       | 237 | 83,45 | 15 | 1 |  |  |
|                          |                          |                          |     |       |    |   |  |  |
| Votes valides            | Votes valides            | Votes valides            | 279 | 98,24 |    |   |  |  |
| Votes blancs             | Votes blancs             | Votes blancs             | 1   | 0.35  |    |   |  |  |
| Votes nuls               | Votes nuls               | Votes nuls               | 4   | 1,41  |    |   |  |  |
| Total                    | Total                    | Total                    | 284 | 100   | 15 | 1 |  |  |
| Abstention               | Abstention               | Abstention               | 221 | 43,76 |    |   |  |  |
| Inscrits / participation | Inscrits / participation | Inscrits / participation | 505 | 56,24 |    |   |  |  |

### Xaintrailles
- Maire sortant : Michèle Autipout   (SE)
- 11 sièges à pourvoir au conseil municipal (population légale 2017 : 418 habitants)
- 1 sièges à pourvoir au conseil communautaire (CC Albret Communauté)

|                          | Michèle Autipout         | SE                       | 175 | 83,71 | 11 | 1 |  |  |
|                          |                          |                          |     |       |    |   |  |  |
| Votes valides            | Votes valides            | Votes valides            | 209 | 98,58 |    |   |  |  |
| Votes blancs             | Votes blancs             | Votes blancs             | 1   | 0,47  |    |   |  |  |
| Votes nuls               | Votes nuls               | Votes nuls               | 2   | 0,94  |    |   |  |  |
| Total                    | Total                    | Total                    | 212 | 100   | 11 | 1 |  |  |
| Abstention               | Abstention               | Abstention               | 141 | 39,94 |    |   |  |  |
| Inscrits / participation | Inscrits / participation | Inscrits / participation | 353 | 60,06 |    |   |  |  |